# 福井県
福井県（ふくいけん）は、日本の中部地方（北陸地方）に位置する県。令制国の越前国と若狭国に相当する。県庁所在地は福井市。
北陸地方の最西端に位置しており、同地方で最も人口が少ない県である。

## 概要
山中峠・木ノ芽峠・栃ノ木峠を通る稜線を境にして、北側の嶺北（敦賀市を除く越前国地域）と、南側の嶺南（若狭国地域および敦賀市）より構成される。
また日本海及び若狭湾の福井県海域には周囲0.1km以上の島が180あるが全て無人島。うち本州から最も離れているのが常神半島沖の岩礁である千島で、約3 kmの距離にとどまっている。
越前の緑豊かな山々と、若狭の清らかな水の流れに代表されるように自然が美しい場所であり、それを代表する語に越山若水（えつざんじゃくすい）がある。
地理上は北陸地方または中部地方と分類されるのが一般的であるが、行政管轄区分において近畿地方に包括される場合もある（国土交通省の近畿地方整備局など）。 その関係性の深さから、徳島県や鳥取県とともに近畿ブロック知事会に参加している。嶺南地方は滋賀県や京都府と隣接しており、北陸地方の中では最も関西エリアとの繋がりが深い。北陸の玄関口である敦賀駅からは、JR西日本の新快速で京阪神エリアに乗り換えなしでアクセス可能である。

## 地理・地域

### 気候
ケッペンの気候区分では県内全域が温暖湿潤気候であるが、日本海側気候であり県内全域が豪雪地帯（一部特別豪雪地帯）に指定されている。特別豪雪地帯の大野市・勝山市・池田町・南越前町の旧今庄町は全国屈指の積雪量であり、大野市では年間降雪量500cm、最深積雪100cmを超える。
福井市などは内陸に位置するため、沿岸部に面する富山市や金沢市などよりは豪雪となりやすい。過去には1963年1月31日に213cm、近年でも2018年2月7日に積雪147cmを記録しているなど1m以上の積雪となることもある。
一方、日本海沿岸部では対馬暖流の影響により冬でも比較的暖かく、雪よりも雨の日が多い。
年間の降水日数は170日あり、「弁当忘れても傘忘れるな」という天気の格言が存在する。
| 平年値 （月単位） | 平年値 （月単位） | 嶺北           | 嶺北        | 嶺北          | 嶺北          | 嶺北 | 嶺北          | 嶺北          | 嶺南           | 嶺南          | 嶺南          |
| 平年値 （月単位） | 平年値 （月単位） | 坂井市 三国    | 坂井市 春江 | 福井          | 福井市 越廼   | 勝山 | 大野          | 南越前町 今庄 | 敦賀           | 美浜          | 小浜          |
| ----------------- | ----------------- | -------------- | ----------- | ------------- | ------------- | ---- | ------------- | ------------- | -------------- | ------------- | ------------- |
| 平均 気温 (°C)    | 最暖月            | 25.6 （8月）   |             | 26.8 （8月）  | 26.6 （8月）  |      | 26.0 （8月）  | 25.1 （8月）  | 27.1 （8月）   | 26.4 （8月）  | 26.5 （8月）  |
| 平均 気温 (°C)    | 最寒月            | 3.1 （2月）    |             | 3.1 （1,2月） | 4.9 （2月）   |      | 1.1 （2月）   | 1.5 （2月）   | 4.3 （2月）    | 4.1 （2月）   | 3.5 （2月）   |
| 降水量 (mm)       | 最多月            | 224.0 （12月） |             | 279.8 （1月） | 223.0 （9月） |      | 278.7 （7月） | 336.1 （1月） | 282.3 （12月） | 250.8 （1月） | 221.1 （9月） |
| 降水量 (mm)       | 最少月            | 121.4 （4月）  |             | 137.4 （4月） | 140.6 （4月） |      | 140.4 （4月） | 134.8 （4月） | 133.1 （4月）  | 121.3 （4月） | 110.0 （4月） |

### 地形

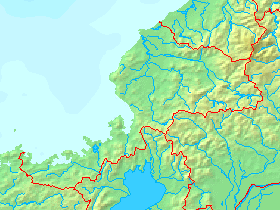
西側に若狭湾、東側に越前海岸

福井県は地図で見ると、鍵あるいはゾウのような形をしている。特に、嶺南に所属する若狭湾の海岸線はリアス式海岸として有名である。
湾
- 若狭湾
  - 敦賀湾
  - 世久見湾
  - 矢代湾
  - 小浜湾
  - 内浦湾

平地
- 福井平野
  - 鯖武（鯖江・武生）盆地
  - 大野盆地
  - 勝山盆地

半島
- 敦賀半島
  - 常神半島
  - 内外海半島
  - 大島半島
  - 大浦半島（東部のみ。西部は京都府）

海岸
- 越前海岸
  - 越前岬
  - 東尋坊

砂丘
- 三里浜

一級河川
- 九頭竜川水系
  - 九頭竜川
  - 日野川
  - 足羽川
  - 滝波川
  - 真名川
  - 竹田川
- 北川水系
  - 北川
  - 遠敷川

主な湖沼・ダム
- 三方五湖
- 北潟湖
- 九頭竜湖（九頭竜ダム）
- 麻耶姫湖（真名川ダム）
- 笹生川ダム湖（笹生川ダム）
- 浄土寺川ダム
- 大仏湖（永平寺ダム）
- 桝谷ダム
- 広野ダム
- 大津呂ダム

山岳・山地
- 両白山地
  - 三ノ峰（白山連峰）
  - 赤兎山
  - 大長山
  - 取立山
  - 経ヶ岳
  - 平家岳
  - 荒島岳
  - 部子山
  - 能郷白山
  - 冠山
- 丹生山地
  - 国見岳
- 野坂山地
  - 野坂岳
  - 乗鞍岳
- 若丹山地（丹波高地の一部）
  - 百里ヶ岳
  - 多田ヶ岳
  - 頭巾山
  - 三十三間山
- 青葉山

### 自然公園
- 国立公園
  - 白山国立公園
- 国定公園
  - 越前加賀海岸国定公園、若狭湾国定公園
- 県立自然公園
  - 奥越高原県立自然公園
- ジオパーク
  - 恐竜渓谷ふくい勝山ジオパーク

### 隣接する府県
- 石川県 - 滋賀県 - 岐阜県 - 京都府

### 自治体
以下の9市7郡8町、計17市町がある。町は「まち」ではなくすべて「ちょう」と読む。

#### 嶺北
福井地区
- 福井市（県本庁舎所在地）
- 吉田郡
  - 永平寺町

坂井地区
- あわら市
- 坂井市

奥越（奥越前）地区
- 大野市
- 勝山市

丹南（南越前又は南越）地区
- 鯖江市
- 越前市
- 今立郡
  - 池田町
- 南条郡
  - 南越前町
- 丹生郡
  - 越前町

#### 嶺南 （福井県嶺南振興局所管区域）
二州地区
- 敦賀市
- 三方郡
  - 美浜町
- 三方上中郡
  - 若狭町（旧三方町の区域）

若狭地区
- 小浜市
- 大飯郡
  - 高浜町 - おおい町
- 三方上中郡
  - 若狭町（旧上中町の区域）

#### 市町村合併による動向

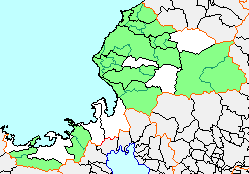
平成の大合併による2004年3月から2006年3月の合併状況

いわゆる平成の大合併が始まる前は7市11郡22町6村（計35市町村）であった。それ以前に消滅していたのは敦賀郡だけだったが、合併によって坂井・足羽・大野・遠敷の各郡が消滅し、大飯郡を除いて「一郡一町」となった。
- 2004年（平成16年）3月1日 - 坂井郡金津町及び芦原町を廃し、その区域をもってあわら市を設置する。
- 2005年（平成17年）
  - 1月1日 - 南条郡南条町、今庄町及び河野村を廃し、その区域をもって南条郡南越前町を設置する。
  - 2月1日 - 丹生郡朝日町、織田町、越前町及び宮崎村を廃し、その区域をもって丹生郡越前町を設置する。
  - 3月31日 - 三方郡三方町及び遠敷郡上中町を廃し、その区域をもって若狭町を設置する。若狭町の区域をもってあらたに三方上中郡の区域を画す。
  - 10月1日 - 武生市及び今立郡今立町を廃し、その区域をもって越前市を設置する。
  - 11月7日 - 大野郡和泉村を廃し、その区域を大野市に編入する。
- 2006年（平成18年）
  - 2月1日 - 丹生郡清水町、越廼村及び足羽郡美山町を廃し、その区域を福井市に編入する。
  - 2月13日 - 吉田郡松岡町、永平寺町及び上志比村を廃し、その区域をもって吉田郡永平寺町を設置する。
  - 3月3日 - 大飯郡大飯町及び遠敷郡名田庄村を廃し、その区域をもっておおい町を設置する。おおい町が属すべき郡の区域は大飯郡とする。これにより福井県内から村がなくなる。
  - 3月20日 - 坂井郡三国町、坂井町、春江町及び丸岡町を廃し、その区域をもって坂井市を設置する。

勝山市と今立郡池田町が現段階での合併を見送る方針であるほか、福井市の合併協議会から離脱した鯖江市も態度を保留していたが、結局、頓挫することになった。

### 平均寿命
- 平均寿命　令和2年(2010年)
  - 男 - 81.98歳（全国7位）
  - 女 - 87.84歳（全国18位）

## 歴史
※令制国ごとの歴史は、越前国・若狭国も参照。

### 先史時代
旧石器時代
- 県内には遺跡が各地に点在しており、約1万5000年前から人が住んでいたことが窺える。三国町の西下向・雄島・馬コロバシ遺跡や永平寺町の木橋遺跡、南幅遺跡などからはナイフ型石器（三国型と命名）や掻器などの多数の石器が出土している。

縄文時代
- 鳥浜貝塚（若狭町）からは草創期の縄文土器（隆起線文・斜格子文土器）をはじめ竪穴建物跡や丸木舟、弓矢、土器に模様を付けるための縄などが出土している。その他、県内各地の遺跡からも多くの遺物が出土し、土器の形式から畿内や飛騨国などの地域との交流があったことが窺える。

弥生時代
- 前期ごろには稲作が伝わったとみられ、それを窺わせる土器が出土している。
- 金属器、玉、布の生産も行われていたようである。嶺北は銅鐸が出土した日本海側の北限である。
- 中期ごろには首長の墓が作られ始め、後期後半になると大型化してくる。

古墳時代
- 4世紀初めごろには嶺北で前方後円墳が造られ始め、4世紀中ごろからは九頭竜川中流域で大規模な古墳が造られ始める。手繰ケ城山古墳（4世紀末）や六呂瀬山古墳群（4世紀後半～5世紀前半）などは北陸地方最大規模であり、この地域が強大な勢力を持っていたことが窺える。
- 5世紀になると嶺南でも主に若狭町付近で前方後円墳が造られ始める。
- 5世紀後半から6世紀にかけて若狭（わかさ）、高志（こし）、三国、角鹿（つぬが）の四国造が分立した。三国国造があった地域は、継体天皇がその即位まで過ごしたとされている。現在の嶺北出身である継体天皇がヤマトの大王として迎え入れられたことが契機となって、ヤマトの勢力と越国の勢力とが合一した。
- 570年～574年、高句麗使が越国近辺に来着する。
- 継体天皇以来、古墳に船と馬の埴輪が埋葬されるようになり、日本は後期古墳時代となる。
- 6世紀後半以降は前方後円墳に代わって小規模な円墳や群集墳が造られ始めるが、7世紀になると古墳自体造られなくなる[3]。

### 古代
飛鳥時代から奈良時代
- 7世紀後半ごろには律令制の導入に伴い「若狭国」が成立したと見られ、7世紀末には「越前国」が成立したと考えられる。
- 若狭国は若狭湾で精製した塩を調（地方特産物を納税）として都に納めていた。現在も製塩遺跡が残る。
- また調とは別に贄（にえ）と呼ばれる海産物を直接天皇家に貢いだことが平城京の木簡や延喜式から分かっている。これにより若狭国は万葉集に出てくる「御食国」の一つと推定されている。
- 749年、東大寺が越前国の豪族から土地の寄進を受け、また墾田を買収して、福井平野に多くの荘園を獲得する。このころには条里制が布かれる。現在でも福井平野には条里遺構が存在する。
- 8世紀になると渤海との交流が盛んになり、若狭国や越前国は渤海使の来航や遣渤海使の派遣の拠点となる。8世紀後半には交易が中心になる。
- 764年、クーデターに失敗した恵美押勝（藤原仲麻呂）が越前国に逃れようとするも愛発関が閉じられたため失敗する（藤原仲麻呂の乱（恵美押勝の乱））。

平安時代
- 10世紀になると越前国の東大寺領荘園は荒廃し、代わって皇室領、摂関家が中心になる。
- このころは泰澄の開基とされる白山信仰が盛んになり、11世紀末にはその拠点である平泉寺（勝山市）が延暦寺の末寺になり興隆する。
- 10世紀末に宋人が来航し交易が行われるようになる。特に院政期以降は敦賀津などを中心に貿易が盛んに行われるようになる[4]。
- 11世紀末より主に院分国となり、保元・平治の乱以降は平氏の知行国となる。
- 治承・寿永の乱（源平合戦）において、越前国では斎藤氏など多くの武士が木曾義仲に味方する。しかし、その後の東国御家人中心の鎌倉幕府の下では、地頭に任命される越前、若狭の国御家人たちはいなかったようである。

### 中世
鎌倉時代
- 島津氏・後藤氏等が守護職に任ぜられる。
- このころになると廻船業が発達し、敦賀津や小浜津、三国湊などが整備され、海上交易が盛んになる。また、それらの港は年貢を京に輸送するための拠点ともなる。
- 1243年には、道元が越前国志比庄にある吉峰寺（永平寺町）に入り、翌年に大佛寺（後の永平寺）を創建する。
- 13世紀末以降には高田系浄土真宗が越前国北部を中心に広まる。

室町時代
- 1336年、足利尊氏の入京により恒良親王、尊良親王を奉じて北陸落ちした新田義貞が金ケ崎城（敦賀）に入るが、越前国守護斯波高経の軍勢により翌年落城する。義貞は脱出するも、1338年に越前国藤島燈明寺畷（福井市新田塚）にて戦死する。この後も越前国内は戦乱が続き1341年、北朝方が平定する。この後、主に斯波氏が越前国の守護となる。しかし、実質的に越前国を統治していたのは守護代甲斐氏であった。
- 若狭国では南北朝時代には守護の交代が頻繁に行われるが、1366年、一色氏が守護となり、国人一揆を抑えて若狭を支配する。しかし、1440年、一色氏の勢力拡大を恐れた将軍足利義教は武田氏を守護に任命する。武田氏は一色氏残党や一揆を抑えて若狭を支配する。
- 15世紀後半になると斯波氏と甲斐氏の対立が深まり、やがて越前国内で内乱が起きる。最終的には幕府の支援を受けた甲斐氏が勝利するものの、応仁の乱時、朝倉孝景が台頭、甲斐氏に代わって越前国を掌握する。後に朝倉氏は戦国大名として勃興する。

戦国時代
- 1471年、蓮如が越前国吉崎に入り吉崎御坊を建立、北陸地方における本願寺系浄土真宗の布教拠点となる。その後、一向一揆が相次ぐこととなる。
- 1506年、加賀国から本願寺門徒らが侵入する。しかし、朝倉教景（宗滴）指揮する朝倉方はこれを九頭竜川で迎え撃ち勝利する（九頭竜川の戦い）。
- この後、朝倉氏は本願寺系浄土真宗を禁圧する。そのため、多くの本願寺門徒や僧は加賀国に逃れる。そして、たびたび越前国に侵入することになる。
- 16世紀以降、若狭国では内乱が相次ぎ武田氏は次第に弱体化する。また、朝倉氏が武田氏支援のため若狭国に軍事介入するようになる。
- 足利義秋（義昭）が上洛を果たすため、1566年に武田氏を頼って若狭国に、1567年には朝倉義景を頼って越前国に入る（この時、義昭に改名）。しかし、上洛を果たせず、1568年、織田信長を頼って美濃国に出国してしまう。
- 1568年、朝倉氏が若狭国に侵攻する。
- 1569年、将軍義昭が本願寺と朝倉氏を和睦させる、この時、本願寺系浄土真宗の禁圧も解かれる。また、本願寺と外交関係のあった甲斐武田氏ら遠方勢力らとも連携を取る。
- 1570年4月、信長が朝倉攻めを開始し、金ヶ崎城などを開城させる。しかし、浅井長政の離反により京に撤退する（金ヶ崎の退き口）。
- 1570年9月、信長が大坂、野田・福島で三好三人衆や本願寺と交戦している最中、義景が兵を率い、浅井・朝倉連合軍が3万の軍勢で京に攻め上り、京の口、比叡山に築城する。六角氏の挙兵などもあり、信長は孤立するが、将軍義昭の仲介で講和が成立する（志賀の陣）。

安土桃山時代
- 1573年8月、信長が刀禰坂の戦いを経て朝倉氏の本拠地である越前国一乗谷に侵攻、義景は大野に逃れるも家臣の裏切りにより自刃、朝倉氏は滅亡する。越前国は朝倉氏の旧臣に、若狭国は丹羽長秀に統治させる。
- 1574年、朝倉方から織田方に寝返った武将同士で抗争が発生、それに乗じて一向一揆が蜂起する。本願寺門徒は武将や国人、平泉寺などを襲撃し、越前国を本願寺領国化する。
- 1575年8月、信長が越前国に再侵攻し本願寺門徒や僧を弾圧、柴田勝家に越前北ノ庄をはじめ越前八郡を、金森長近らに越前大野郡を、不破光治、佐々成政、前田利家（府中三人衆）に越前府中二郡を与える。
- 1583年、清洲会議で羽柴秀吉と柴田勝家の対立が深まり、賤ヶ岳の戦いにおいて秀吉が勝利、勝家の居城である北ノ庄城を攻め落とす。その後、丹羽長秀が越前の大半を、蜂屋頼隆が敦賀郡を、金森長近が引き続き大野郡を統治する。その後も領主の交替が相次ぐ。
- 一方若狭では丹羽長秀が越前に移った後、木村隼人佐らが治めていたが、1585年には長秀の子丹羽長重の領地となり、1587年には浅野長吉（長政）が統治し、その後も領主の交替が相次いだ[5]。

### 近世
- 1586年に若狭で、1598年には越前で太閤検地が実施され、結果、若狭が8万5000石、越前が68万石となった。

江戸時代
- 越前国
  - 1600年の関ヶ原の戦いの後、戦功第一の恩賞として結城秀康に越前一国および下野国結城郡75万石が与えられる（北ノ庄藩）。越前松平家は、将軍家徳川秀忠の兄の家ということから、制外の家（各種特権が許された家）または、御三家に次ぐ家という意味で四家などともよばれる。
  - 1623年、秀康の長男松平忠直は狼藉を理由に豊後国荻原に配流された。かわりに秀康次男の越後高田藩主松平忠昌が幕命により相続し、忠直の長男松平光長には越後国高田（上越市）に新たに領地が与えられた。このとき北ノ庄藩は規模を縮小し、余地をもって越前勝山藩、大野藩、丸岡藩などの複数の小藩が成立。また、敦賀郡はいったん幕府領（天領）となった後、小浜藩領となり、後に小浜藩支藩の敦賀藩などが成立した。このように、越前は複数の藩に分割統治されることとなった。江戸幕府八代将軍徳川吉宗が若かりしころ、領地を持っていたこともあった。交代寄合旗本の陣屋としては白崎陣屋の金森氏がある。忠昌の越前入部の際、北ノ庄は福居（後に福井）に改称された[6]。これが福井市および県名の由来とされている。
  - その後、鯖江藩などが成立する。その他越前には福井藩の支藩や幕府領、旗本領、国外の大名の領地もあり、多数の領主によって分割統治される状態が明治まで続いた。忠昌の子孫である越前松平家は紆余曲折を経ながらも福井藩主として幕末まで残った。出雲松江藩主家や播磨明石藩主家、上野前橋藩主家などの大藩の藩主家は忠昌の弟達から始まる越前松平家傍流にあたり、津山松平家は忠直の息子光長に関係する傍流である。
- 若狭国
  - 1600年の関ヶ原の戦いの軍功により、京極高次に若狭一国が与えられる（小浜藩）。
  - 1634年、小浜藩は京極忠高に代わって幕府老中の酒井忠勝が領主となり、その後、廃藩置県まで酒井家が若狭を統治する[7]。
- 江戸時代前期は上方と北国を結ぶ年貢米などの中継地として、小浜や敦賀の湊が多用された。
- 江戸時代中ごろ以降は北前船が三国や敦賀に寄港し、蝦夷地や大坂を結んでいた。小浜の古河、越前河野浦の右近などの北前船主が活躍した。
- 1774年、小浜藩医である杉田玄白と中川淳庵が前野良沢らとともに「ターヘル・アナトミア」を翻訳し、「解体新書」を刊行する。
- 幕末期には福井藩主である松平春嶽や福井藩士橋本左内、元小浜藩士の梅田雲浜らが活躍する。また、丸岡藩や小浜藩などが台場を建設する。

### 近代
明治維新から昭和（第二次世界大戦の終戦）まで
- 廃藩置県に先立って1871年1月22日（旧暦明治3年12月26日）に本保県（越前市）が設置された。1871年8月29日（旧暦明治4年7月14日）の廃藩置県によって、丸岡藩・福井藩・勝山藩・大野藩・鯖江藩・小浜藩の各藩が廃止され、現在の福井県域に7つの県が設置された。
- 1871年12月31日（旧暦明治4年11月20日）：福井県（第1次）と敦賀県の2県になった。
- 1872年1月29日（旧暦明治4年12月20日）：福井県が足羽県に改称された。
- 1873年（明治06年）1月14日：足羽県が敦賀県に編入された（ほぼ現在の福井県の県域となる）。
- 1876年（明治09年）8月21日：木ノ芽峠を境に敦賀県が分割され、現在の南越前町以北が石川県に、現在の敦賀市以西が滋賀県に編入された。
- 1881年（明治14年）2月7日：太政官布告により、嶺北が石川県から分離され、嶺南が滋賀県から分離されて、双方が合併して、福井を県庁所在地として現在の福井県（第2次）が設置された。これは旧越前国の地租改正反対運動が続いていたことや自由党の杉田定一らがいたために越前の県会議員が当時の石川県令と県会で激しくぶつかったため、県令が難治の土地として分離を建言したことによるものである[8]。
- 明治期には羽二重製織が発達、大量に生産され欧米に輸出された。
- 1889年（明治22年）7月：東海道支線として米原～金ヶ崎（後の敦賀港駅）間が開通する。
- 1896年（明治29年）：敦賀港が対外貿易港に指定される。
- 1896年（明治29年）7月15日 北陸線・敦賀駅～福井駅間が開業する。
- 1897年（明治30年）9月20日 北陸線・福井駅～小松駅間が開業する。
- 1899年（明治32年）7月、敦賀港は外国貿易港に指定され、1902年（明治35年）には敦賀～ウラジオストク直通航路が開設。日露戦争後はシベリア鉄道と接続（連絡運輸）した。
- 第一次世界大戦以降は人絹（レーヨン）の生産が活発になり、主にアジアやオセアニア、アフリカなどに輸出された。
- 1936年（昭和11年）2月2日：県内に豪雪。和泉村の中竜鉱山が雪崩に襲われ17人が死亡。下穴馬村の中立亜鉛工場が雪崩に遭い17人が死亡[9]。
- 第二次世界大戦中はアメリカ軍により敦賀市と福井市が空襲を受け、敦賀市は約70%、福井市は約95%の市街が焼失した。

### 現代
昭和（第二次世界大戦後）
- 1948年（昭和23年）6月28日には福井地震が発生、福井平野の全壊率が60%超など甚大な被害をもたらす。
- 1956年（昭和31年）、新潟農事試験場で人工交配されたイネの系統を基に福井県農業試験場で品種固定された越南17号が、新潟県と千葉県で奨励品種となり、農林番号品種に水稲農林100号として登録されコシヒカリと名付けられる。
- 1958年（昭和33年）10月、大野郡石徹白村の大半の地区が岐阜県郡上郡白鳥町（現在の郡上市）に編入し、現在の県域となる（編入しなかった石徹白村の三面地区、小谷堂地区は和泉村（現在の大野市）に編入）。
- 1962年（昭和37年）6月、北陸トンネルが開通する。
- 1963年（昭和38年）、三八豪雪が県内襲う。奥越を中心に孤立集落続出、県内交通機関完全麻痺。
- 1960年代半ばからは人絹に代わって合成繊維の生産が活発になる。
- 1965年（昭和40年）9月、集中豪雨で大野郡西谷村に壊滅的被害（1970年（昭和45年）7月、ダム建設による集団離村が決まり、大野市へ編入）。
- 1968年（昭和43年）、第23回国民体育大会が開催される。
- 1970年（昭和45年）3月14日、日本原子力発電敦賀発電所1号機が営業運転を開始する。
- 1970年（昭和45年）11月28日、関西電力美浜発電所1号機が営業運転を開始。電力会社が運営する初めての原子力発電所が開設される。
- 1973年（昭和48年）10月17日、北陸自動車道小松IC - 丸岡IC間が開通する。
- 1975年（昭和50年）9月9日、北陸道・丸岡IC - 福井IC間が開通する。
- 1976年（昭和51年）11月2日、北陸道・福井IC - 武生IC間が開通する。
- 1977年（昭和52年）12月8日、北陸道・武生IC - 敦賀IC間が開通する。
- 1980年（昭和55年）4月7日、北陸道・敦賀IC - 米原JCT間が開通する。
- 1981年（昭和56年）、五六豪雪が県内襲う。
- 1981年（昭和56年）11月1日、現在の県庁舎竣工。置県百年記念式典。
- 1982年（昭和57年）4月2日、置県百年記念映画『風雪を越えて』完成。翌4月3日一般公開。

平成
- 1989年（平成01年）7月16日、越前海岸崩落事故。福井県丹生郡越前町玉川の国道305号線で岩盤が崩落する事故で15人死亡。
- 1995年（平成07年）10月、福井県産業振興施設（サンドーム福井）にて、アジアでは初となる世界体操選手権が開催される。
- 1997年（平成09年）1月、ナホトカ号重油流出事故。1月7日には三国町安島の海岸に船体の船首部分と重油が漂着。
- 1998年（平成10年）8月、嶺南に集中豪雨。若狭梅街道・JR小浜線などで大規模な土砂崩れ。美浜町では一時間の降水量が最高で93mmに。
- 2002年（平成14年）10月15日、北朝鮮による拉致被害者5人が帰国、うち2人（夫妻）が24年ぶりに小浜市に帰宅する。
- 2003年（平成15年）3月9日、舞鶴若狭自動車道・舞鶴東IC - 小浜西IC間開通。
- 2004年（平成16年）7月18日、嶺北に集中豪雨（平成16年7月福井豪雨）。福井市・鯖江市・今立町・池田町・美山町で堤防決壊などによる河川氾濫、土石流、土砂崩落、橋梁流出などの甚大な被害。死者3人。
- 2005年（平成17年）4月18日、福井駅が福井県内の駅としては初めて高架駅となり開業。
- 2005年（平成17年）10月12日 - 11月3日、第20回国民文化祭・ふくい2005が開催される。
- 2005年（平成17年）12月 - 2006年（平成18年）2月、平成18年豪雪に見舞われる。
- 2006年（平成18年）10月21日、北陸本線長浜 - 敦賀間・湖西線永原 - 近江塩津間の直流化により敦賀駅への新快速をはじめとする直流電車の乗り入れが始まる。
- 2008年（平成20年）2月、アメリカ大統領選挙の民主党候補指名争いで連日大きく報道されていたバラック・オバマに対し、小浜市観光協会員らが「オバマ氏を勝手に応援する会」（オバマを勝手に応援する会に改称）を発足させ、国内外で報道される。
- 2009年（平成21年）6月7日、第60回全国植樹祭が一乗谷朝倉氏遺跡で開催される。福井県での開催は第13回以来、47年ぶり。テーマは「未来へつなごう　元気な森　元気なふるさと」。
- 2011年（平成23年）7月16日、舞鶴若狭道・小浜西IC - 小浜IC間が開通する。
- 2014年（平成26年）7月20日、舞鶴若狭道・小浜IC - 敦賀JCT間が開通し同道が全線開通するとともに、北陸道と接続。これにより県内全域が福井県庁まで車で2時間圏内となる。
- 2016年（平成28年）3月27日、えちぜん鉄道三国芦原線と福井鉄道福武線との相互乗り入れを開始。
- 2017年 (平成29年) 4月19日、福井県のポストコシヒカリ品種として「いちほまれ」が品種登録出願した。
- 2018年（平成30年）、平成30年の大雪により福井県内において甚大な被害が発生。
- 2018年（平成30年）9月29日 - 10月9日、第73回国民体育大会（福井しあわせ元気国体）が開催。福井県における国体の開催は50年ぶりとなる。

令和
- 2020年（令和02年）4月14日、新型コロナウイルスの感染拡大を受け、杉本達治知事が県独自の緊急事態宣言を出した。5月6日まで、不要不急の外出や会合・会食の自粛を要請、県外からの来県の自粛を求めた[10]。

- 2024年（令和06年）ワシントン・ポストの「人混みを避け、2024年に旅すべき場所」に選ばれた[11]。

- 2024年（令和06年）3月16日、北陸新幹線金沢 - 敦賀間延伸開業。東京 - 福井間を直通の最短2時間51分で結ぶ。北陸本線の敦賀 - 金沢間は廃止となり、県内では敦賀市を除き在来線定期特急列車の運行がなくなる。敦賀 - 大聖寺間はハピラインふくいが経営を引き継ぐ。

## 人口
人口は2000年の約83万人をピークに減少している。合計特殊出生率は全国的にも高い県であり、21世紀以降は一貫して全国平均以上かつ新潟県を含む北陸4県中で最高を維持している。2005年ごろ以降、日本の合計特殊出生率は相対的に西日本で高く東日本で低い傾向にあるが、2021年には中部地方以東の都道県で唯一1.5を超える県となった。

福井県市町村人口増減率分布図（2015年度と2020年度国勢調査から算出）
増加
0.0 - 2.49 %
減少
0.0 - 2.5 %
2.5 - 5.0 %
5.0 - 7.5 %
7.5 - 10.0 %

| 増加 0.0 - 2.49 % | 減少 0.0 - 2.5 % 2.5 - 5.0 % 5.0 - 7.5 % 7.5 - 10.0 % |

| |                                        |  |
| 福井県と全国の年齢別人口分布（2005年） | 福井県の年齢・男女別人口分布（2005年） |  |
| ■紫色 ― 福井県 ■緑色 ― 日本全国 | ■青色 ― 男性 ■赤色 ― 女性              |  |
| 福井県（に相当する地域）の人口の推移 \| 1970年（昭和45年） \| 744,230人 \| \| \| 1975年（昭和50年） \| 773,599人 \| \| \| 1980年（昭和55年） \| 794,354人 \| \| \| 1985年（昭和60年） \| 817,633人 \| \| \| 1990年（平成2年） \| 823,585人 \| \| \| 1995年（平成7年） \| 826,996人 \| \| \| 2000年（平成12年） \| 828,944人 \| \| \| 2005年（平成17年） \| 821,592人 \| \| \| 2010年（平成22年） \| 806,314人 \| \| \| 2015年（平成27年） \| 786,740人 \| \| \| 2020年（令和2年） \| 766,863人 \| \| |                                        |  |
| 総務省統計局 国勢調査より |                                        |  |
| 1970年（昭和45年） | 744,230人                              |  |
| 1975年（昭和50年） | 773,599人                              |  |
| 1980年（昭和55年） | 794,354人                              |  |
| 1985年（昭和60年） | 817,633人                              |  |
| 1990年（平成2年） | 823,585人                              |  |
| 1995年（平成7年） | 826,996人                              |  |
| 2000年（平成12年） | 828,944人                              |  |
| 2005年（平成17年） | 821,592人                              |  |
| 2010年（平成22年） | 806,314人                              |  |
| 2015年（平成27年） | 786,740人                              |  |
| 2020年（令和2年） | 766,863人                              |  |

### 都市

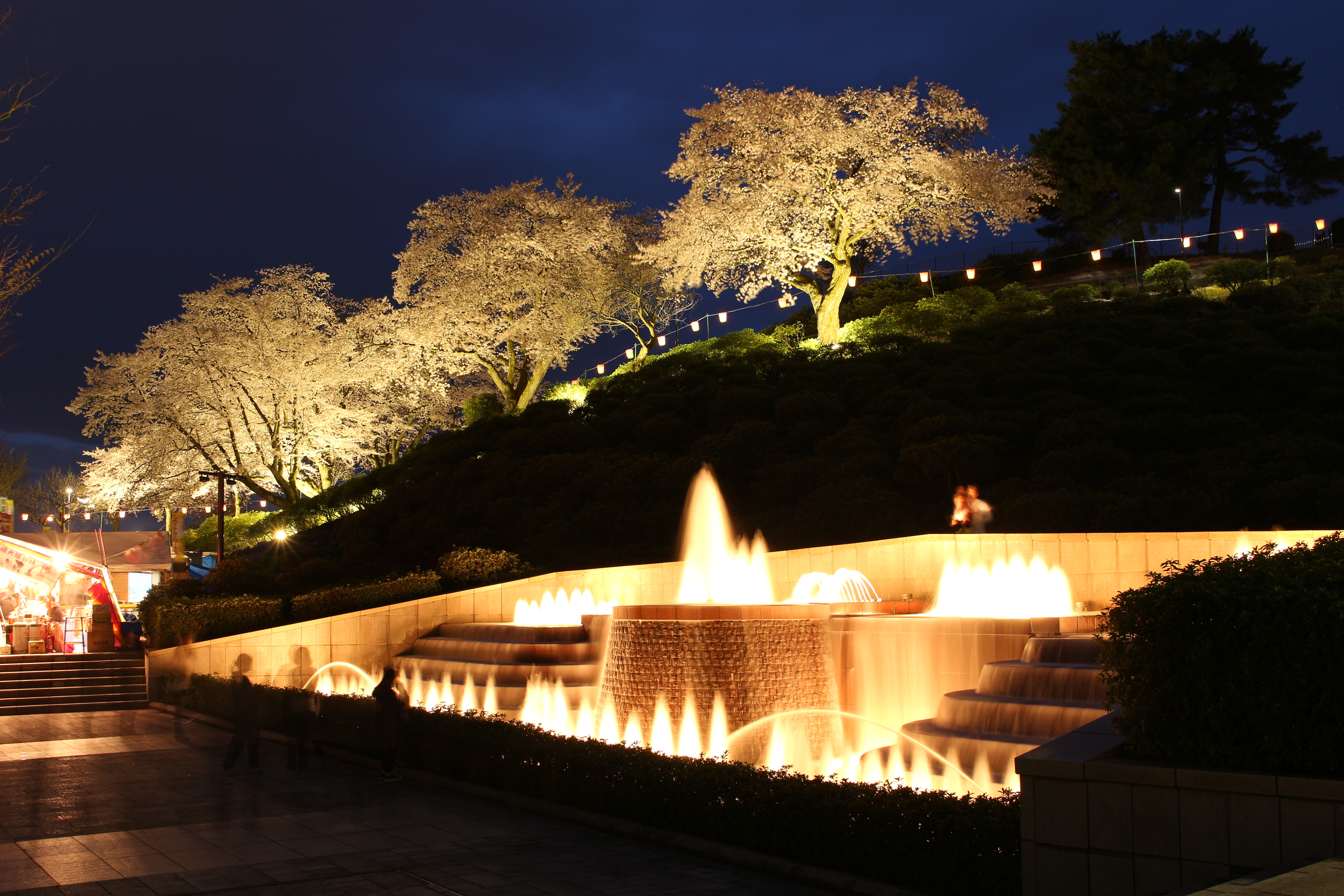
鯖江市
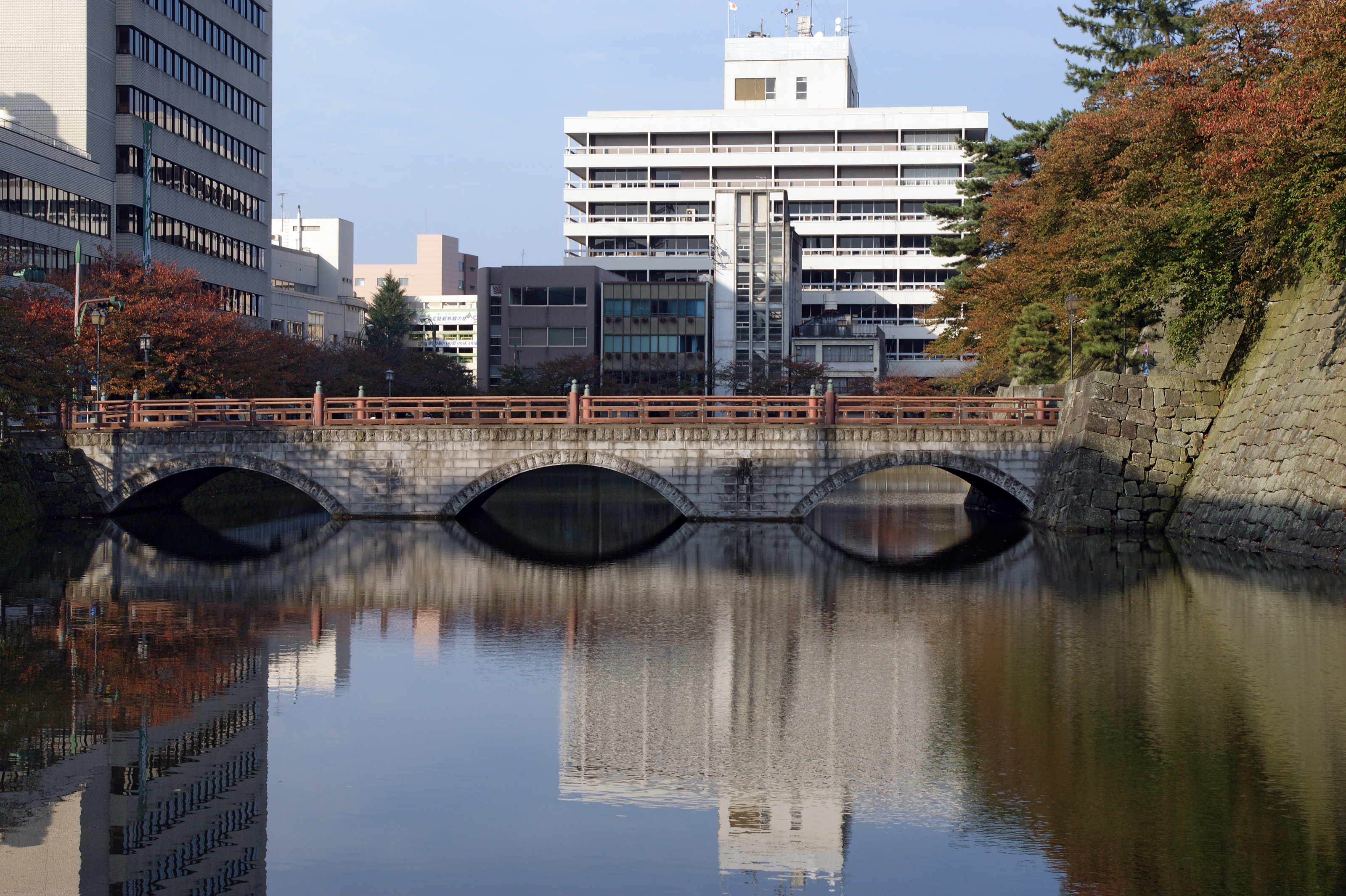
福井市（県都･中核市）
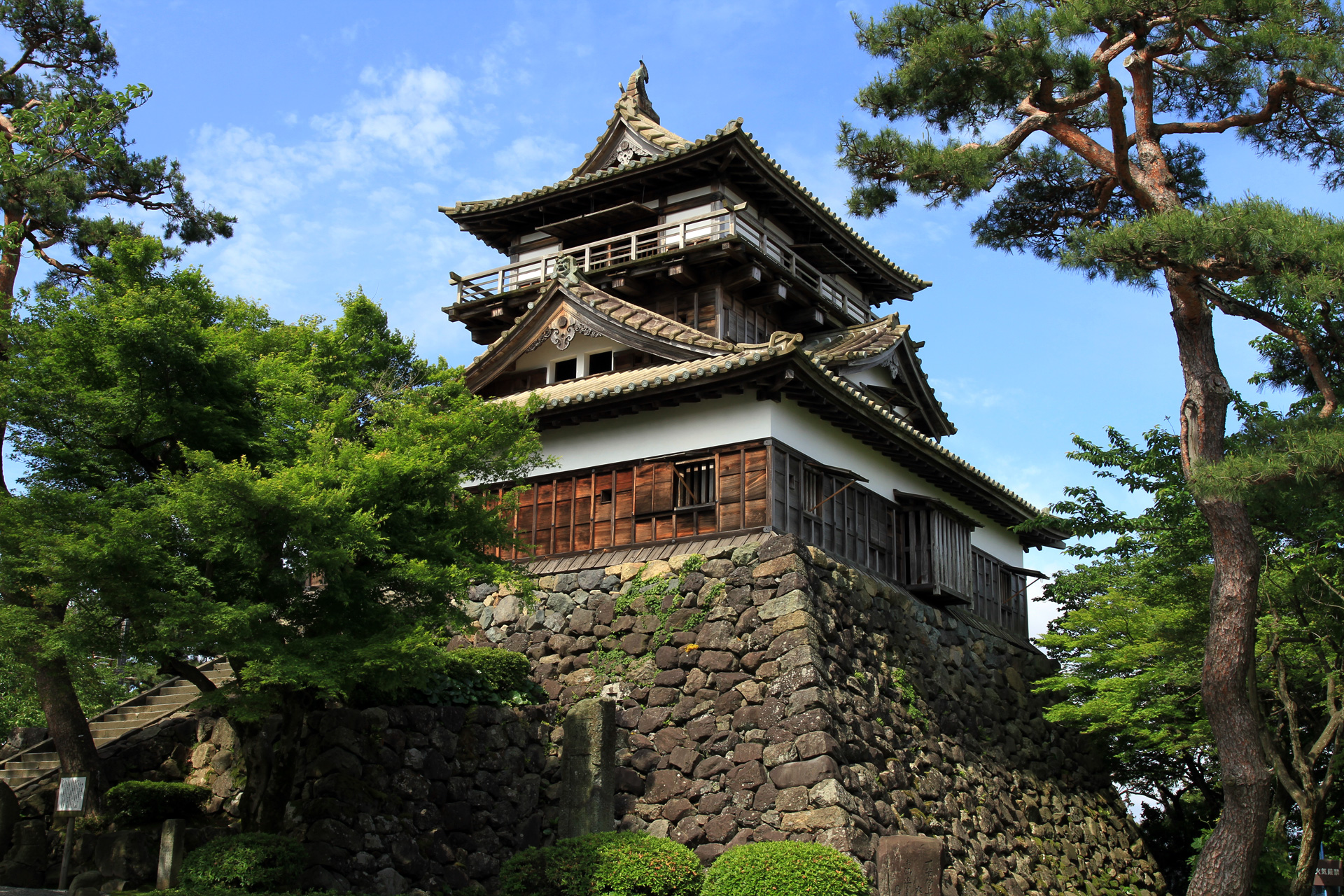
坂井市
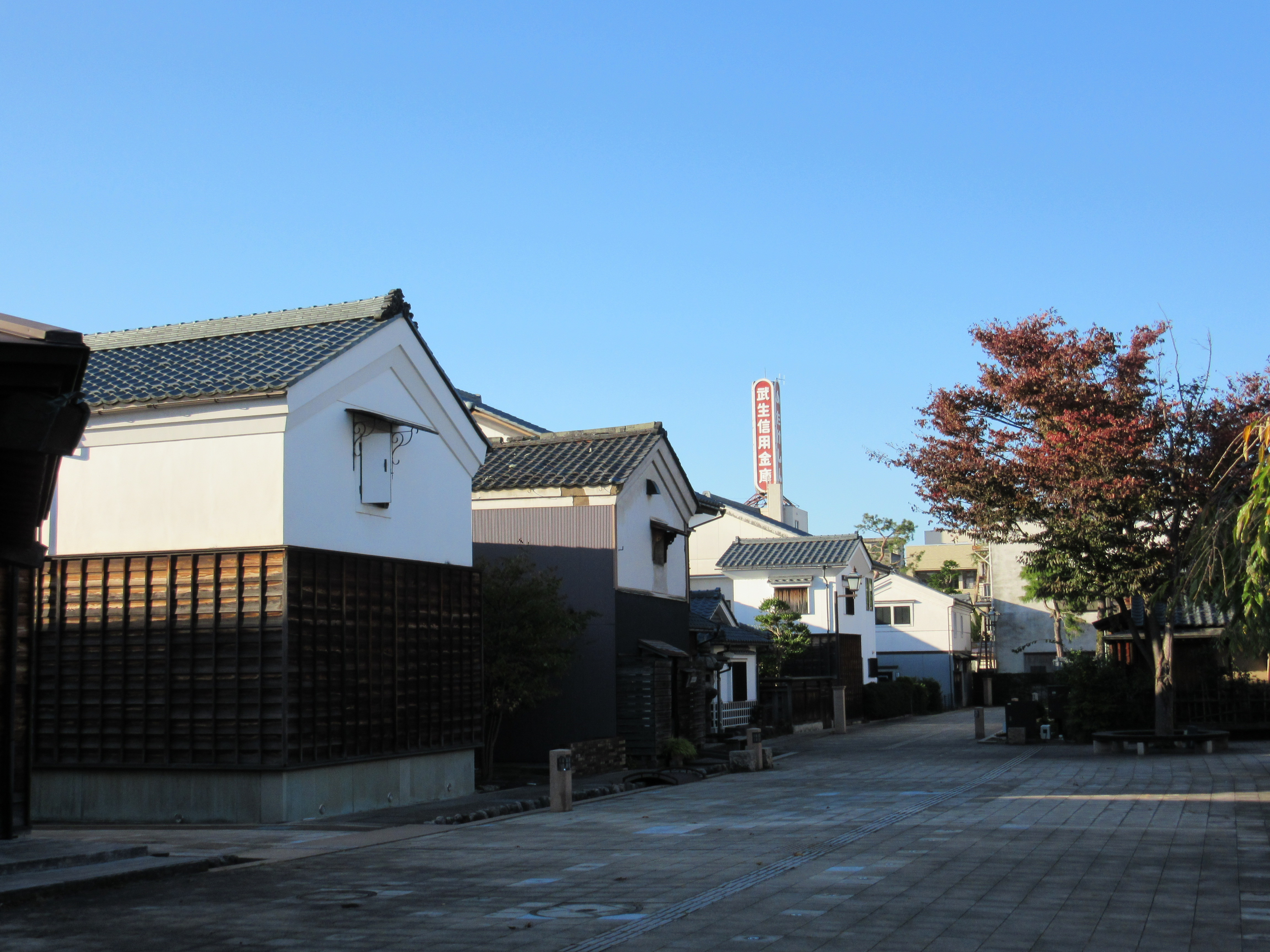
越前市
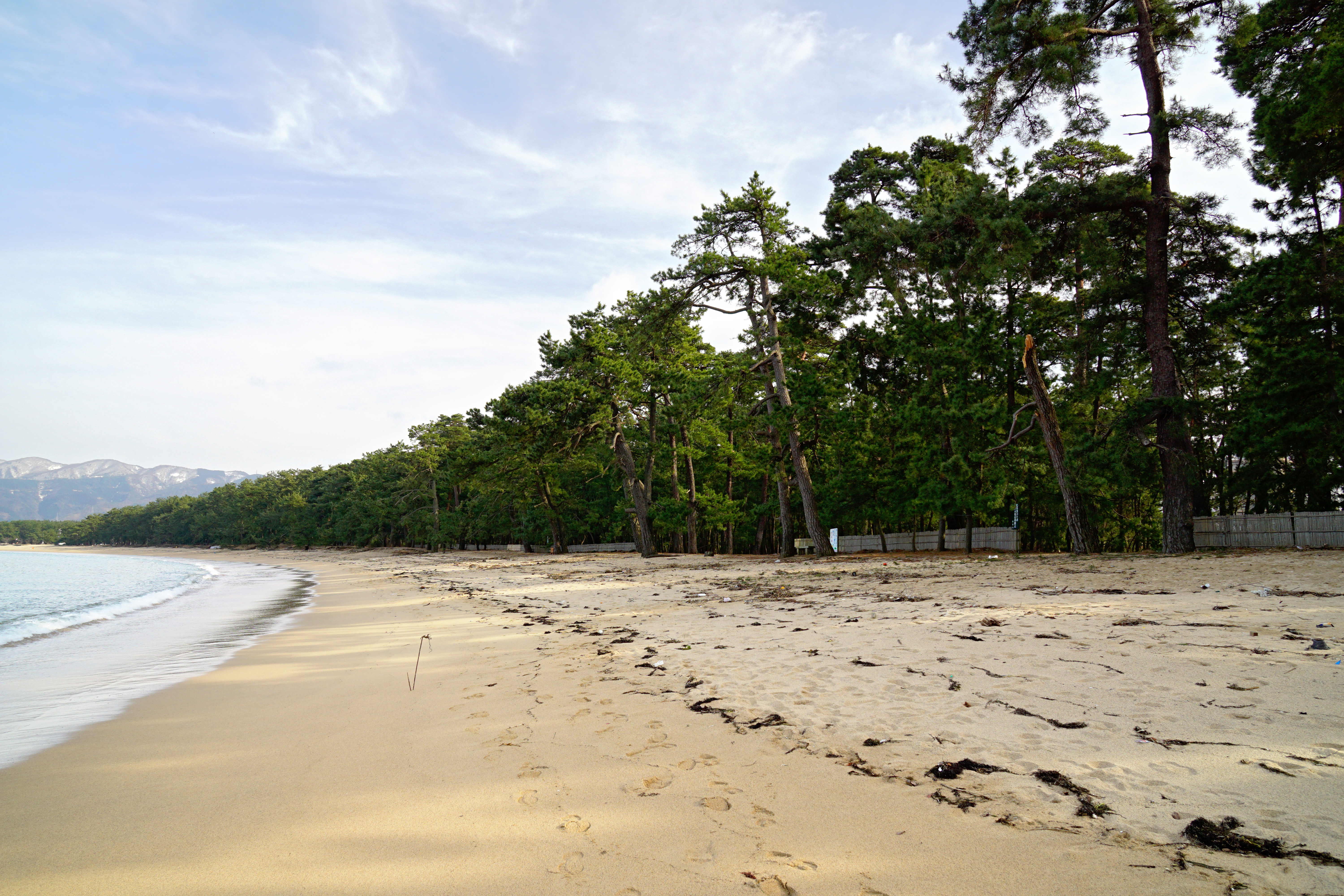
敦賀市

福井県内 市町別人口ランキング

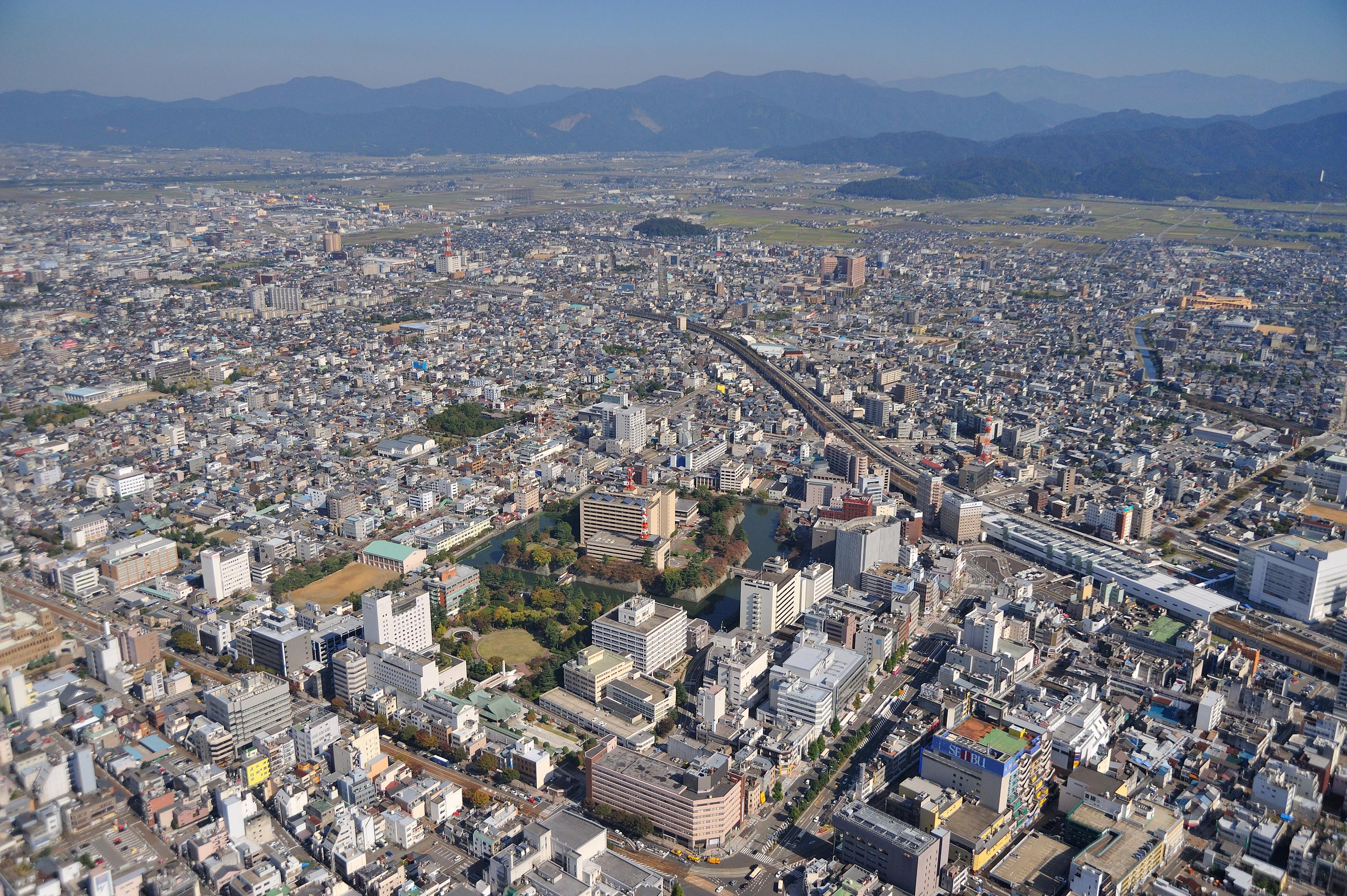
1.福井市（中核市）
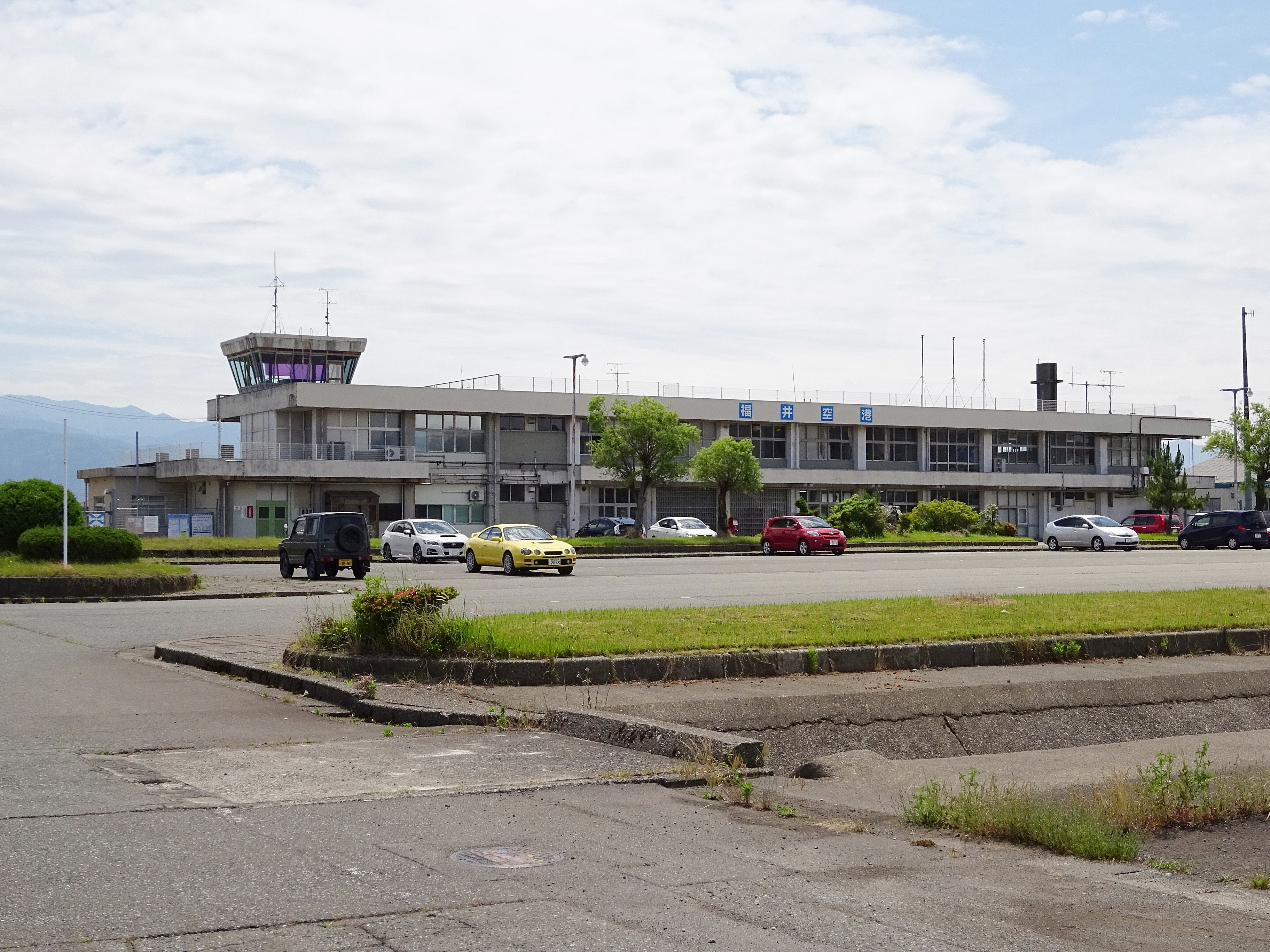
2.坂井市
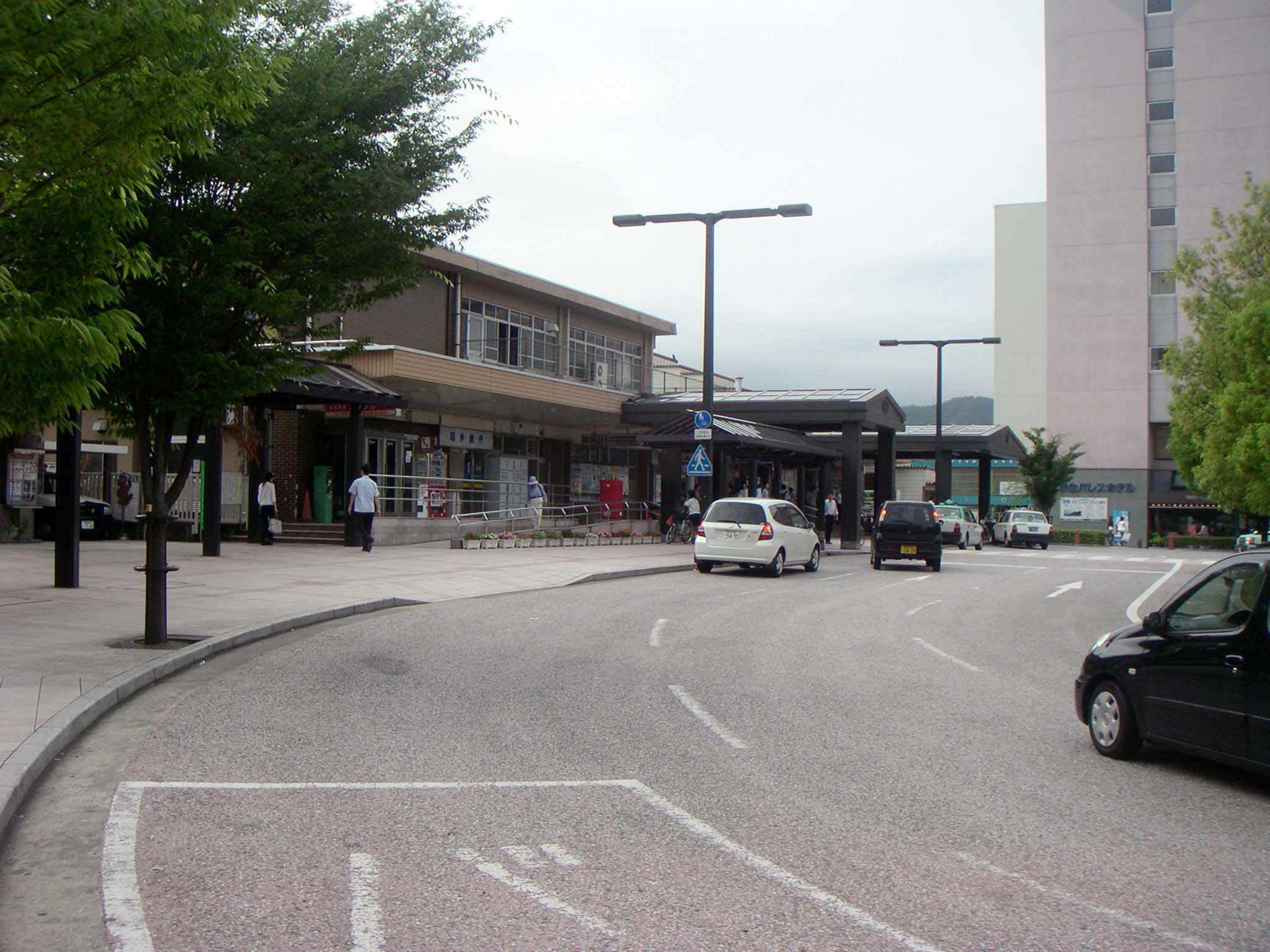
3.越前市
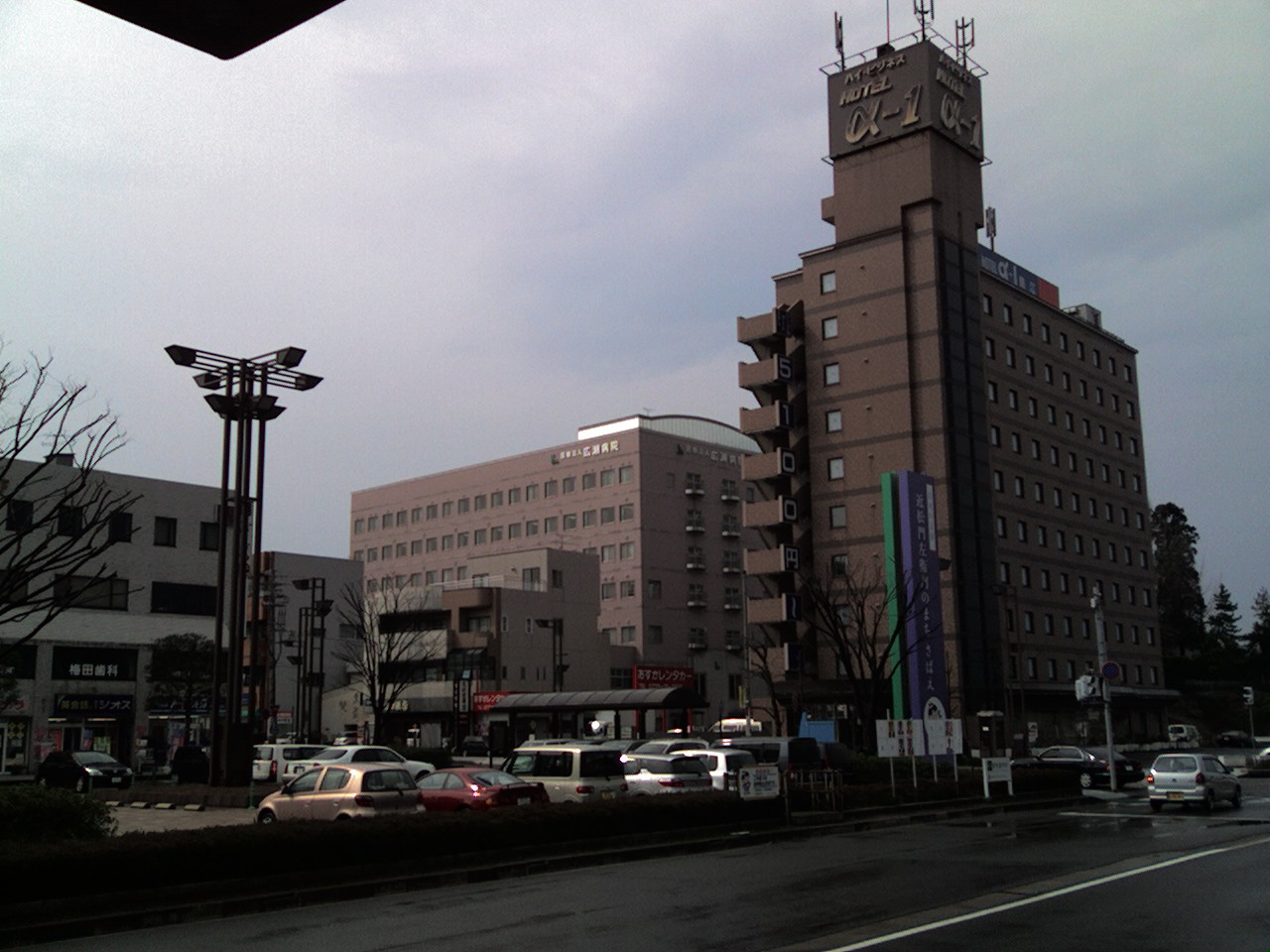
4.鯖江市
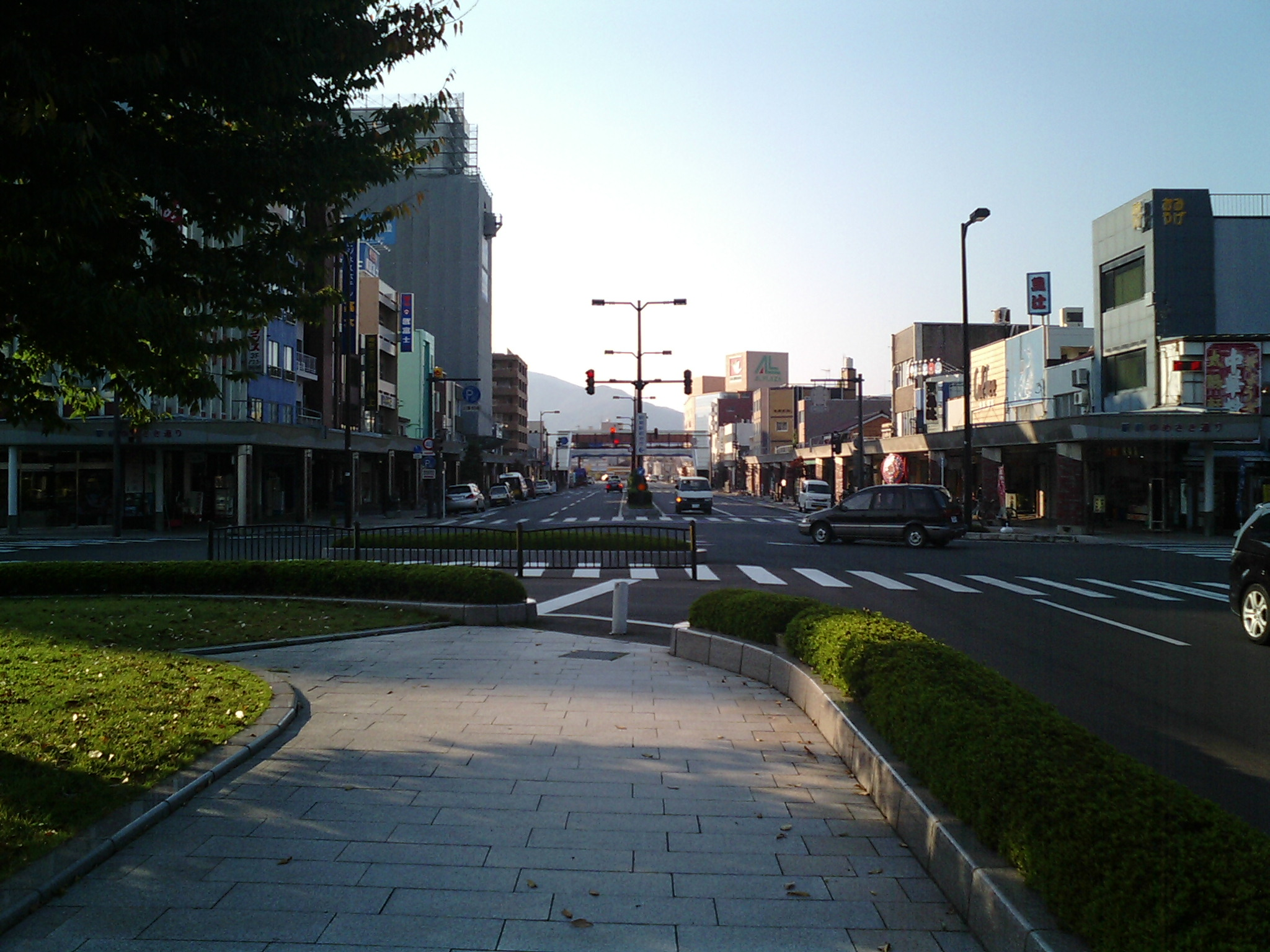
5.敦賀市
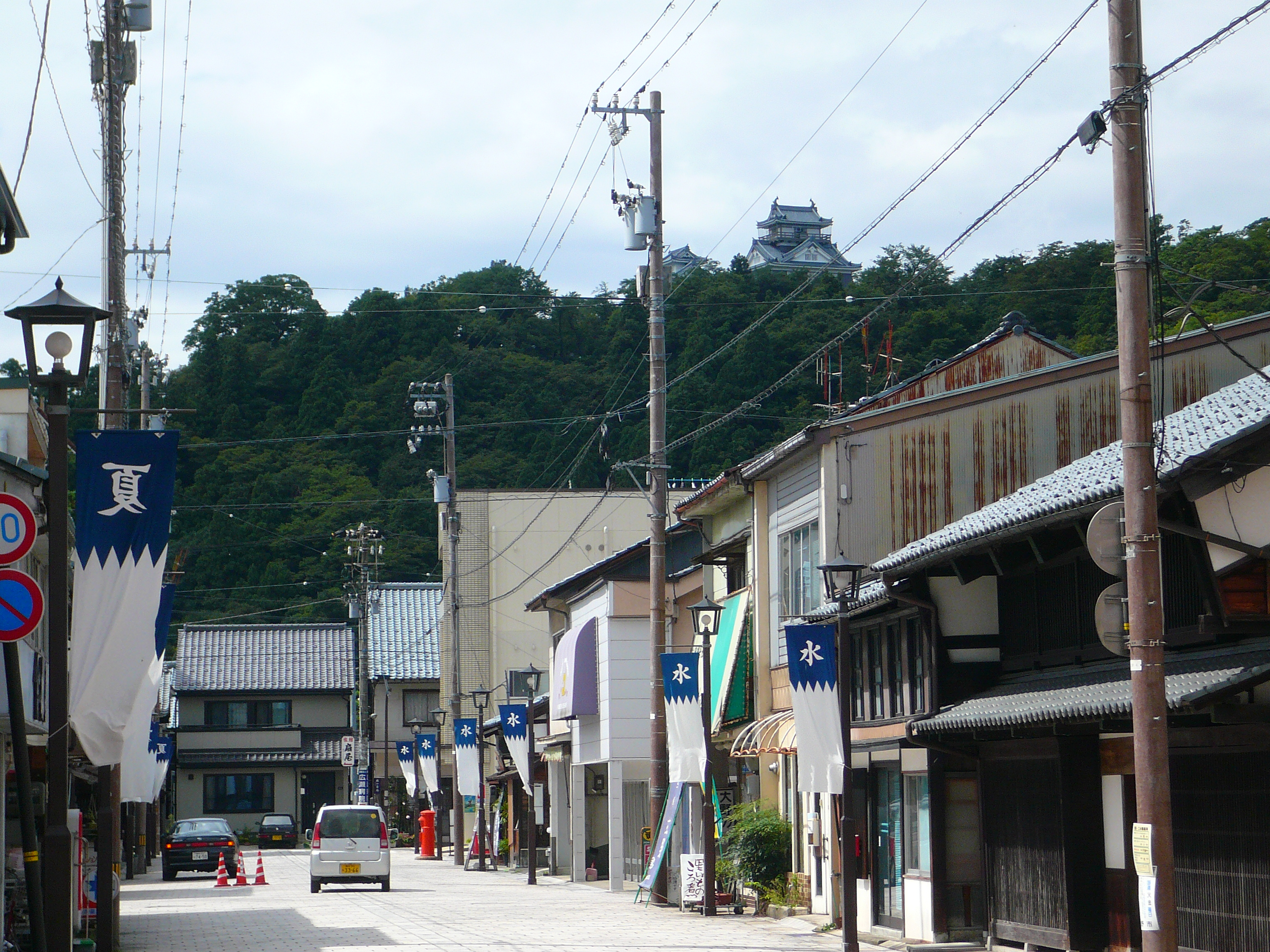
6.大野市
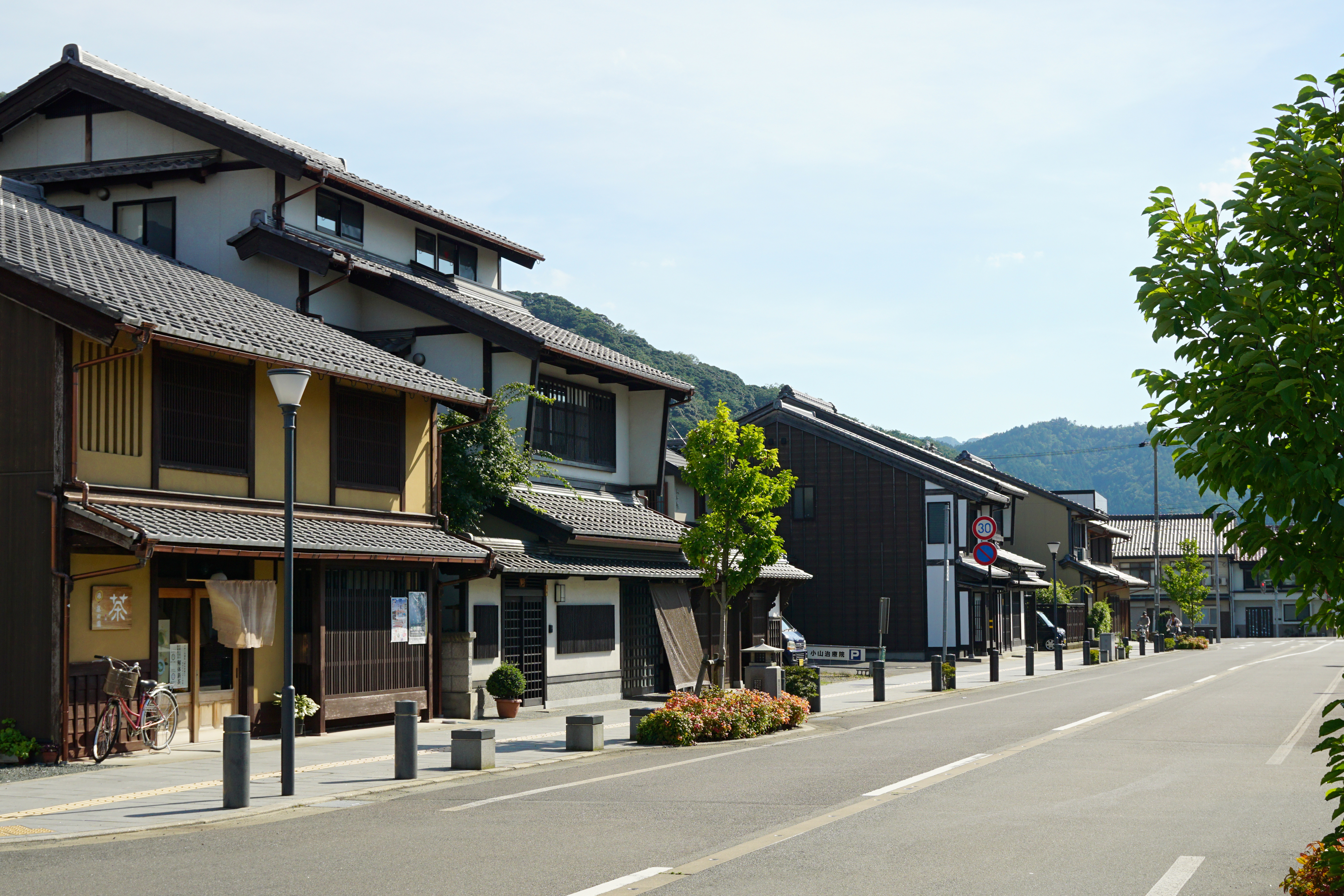
7.小浜市
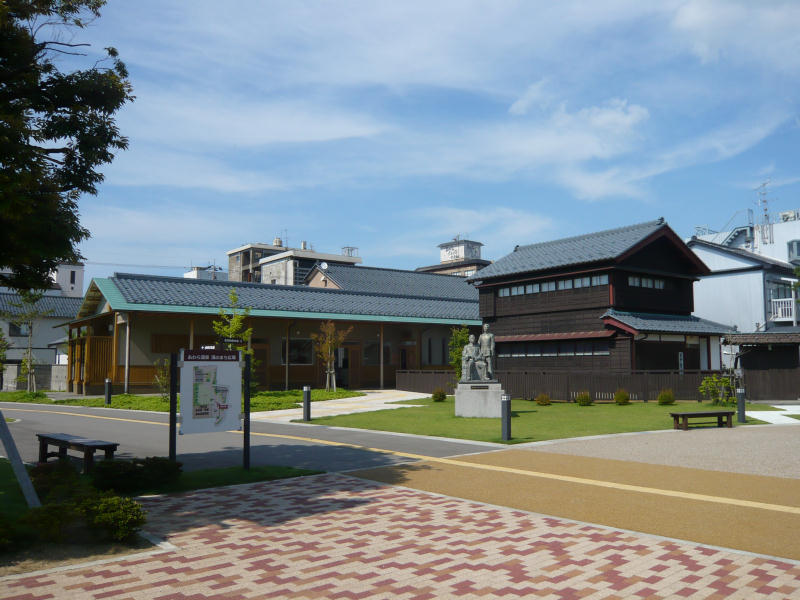
8.あわら市
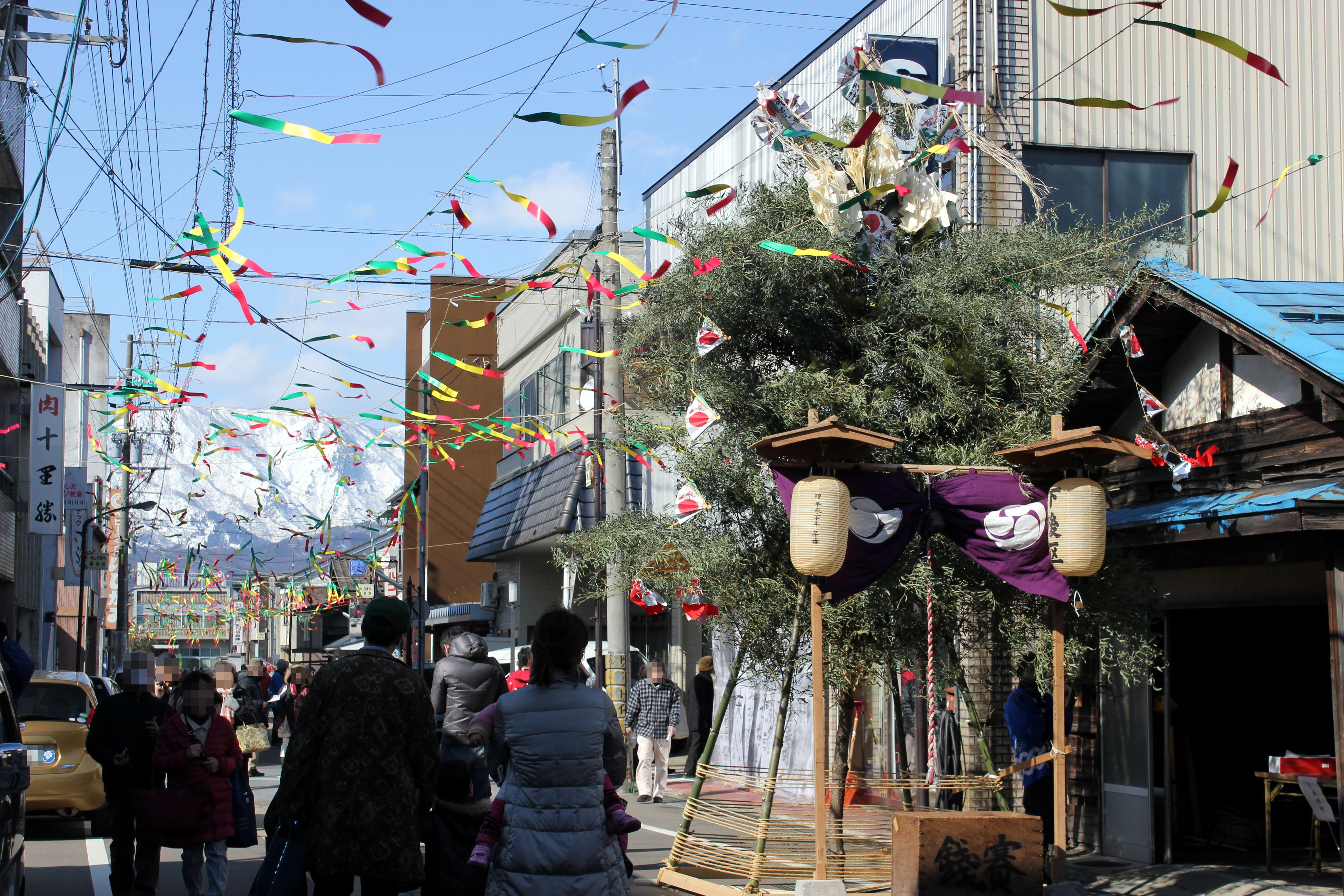
9.勝山市
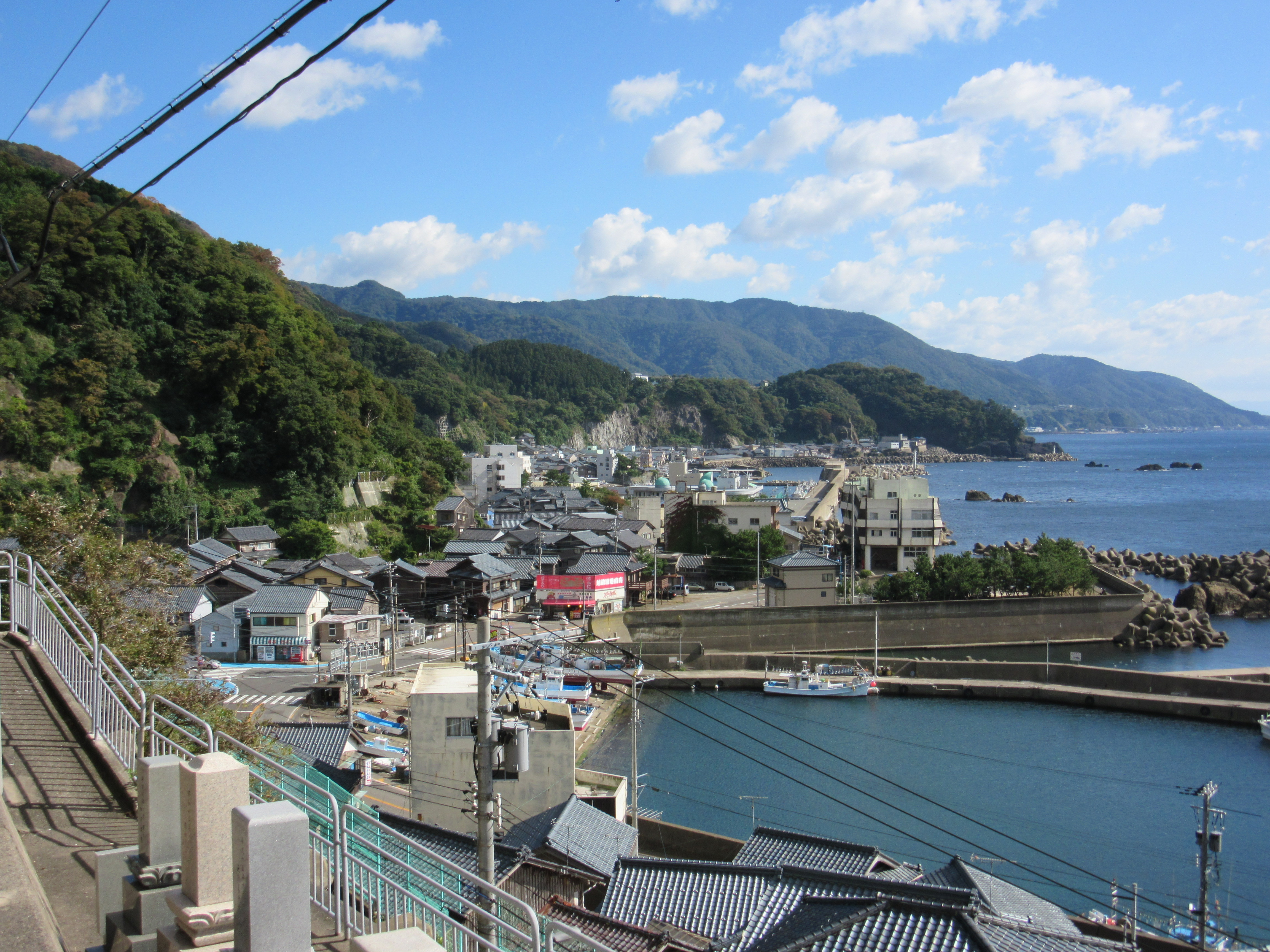
10.越前町

福井県内市別人口密度ランキング（2016年（平成28年）現在）
1. 鯖江市（809人/km2）
2. 福井市（495人/km2）
3. 坂井市（429人/km2）
4. 越前市（351人/km2）
5. 敦賀市（262人/km2）

- 鯖江市
- 福井市（県都･中核市）
- 坂井市
- 越前市
- 敦賀市

### 福井県人口動態
2024年現在の人口は74万人であり1948年(昭和23年)とほぼ同じ人口水準である。1960年(昭和35年)時点では鳥取県に次ぐ人口が少ない県であったが、現在までに島根県・徳島県・高知県を上回り現在は全国43位の規模となっている。
| !実施年 | 人口（人） | 増減人口（人） | 人口増減率(%) | 国内増減率(%) | 増加率全国順位 |
| ------- | ---------- | -------------- | ------------- | ------------- | -------------- |
| 1960年  | 752,696    | -              | -             | -             | -              |
| 1965年  | 750,557    | 2,139          | 0.28          | 5.20          | 23位           |
| 1970年  | 744,230    | 6,327          | 0.84          | 5.54          | 30位           |
| 1975年  | 773,599    | 29,369         | 3.95          | 7.92          | 24位           |
| 1980年  | 794,354    | 20,755         | 2.68          | 4.57          | 36位           |
| 1985年  | 817,633    | 23,279         | 2.93          | 3.40          | 18位           |
| 1990年  | 823,585    | 5,952          | 0.73          | 2.12          | 23位           |
| 1995年  | 826,996    | 3,411          | 0.41          | 1.58          | 30位           |
| 2000年  | 828,944    | 1,948          | 0.24          | 1.08          | 21位           |
| 2005年  | 821,592    | 7,352          | 0.89          | 0.66          | 25位           |
| 2010年  | 806,314    | 15,278         | 1.86          | 0.23          | 28位           |
| 2015年  | 786,740    | 19,574         | 2.43          | 0.75          | 26位           |
| 2020年  | 766,863    | 19,877         | 2.53          | 0.75          | 22位           |

### 福井県・徳島県の人口推移比較
福井県,徳島県は人口規模、面積、人口密度、北陸・四国の玄関口となっており類似点が多い。
徳島県と人口推移比較をして福井県の現況を考察する。1950年時点では徳島県の方が13万人近く福井県の人口上回っていたが、1950年の人口規模に対して、19万人も少ない徳島県に対して、福井県は1万人少ない程度で収まっており、2024年現在の人口は福井県が約74万人、徳島県が69万人で5万人程度福井県が徳島県の人口を上回っている状況になっている。
| 実施年    | 福井県人口(人) | 徳島県人口(人) | 福井県人口増加数(人) | 徳島県人口増加数(人) | 福井県増加率(%) | 徳島県増加率(%) |
| --------- | -------------- | -------------- | -------------------- | -------------------- | --------------- | --------------- |
| 1950年    | 752,374        | 878,511        | -                    | -                    | -               | -               |
| 1975年    | 773,599        | 805,166        | 21,225               | 73,345               | 2.8             | 8.3             |
| 2000年    | 828,944        | 824,108        | 55,345               | 18,942               | 7.2             | 2.4             |
| 2024年8月 | 739,411        | 686,625        | 89,533               | 137,483              | 10.8            | 16.7            |

## 政治

### 県政

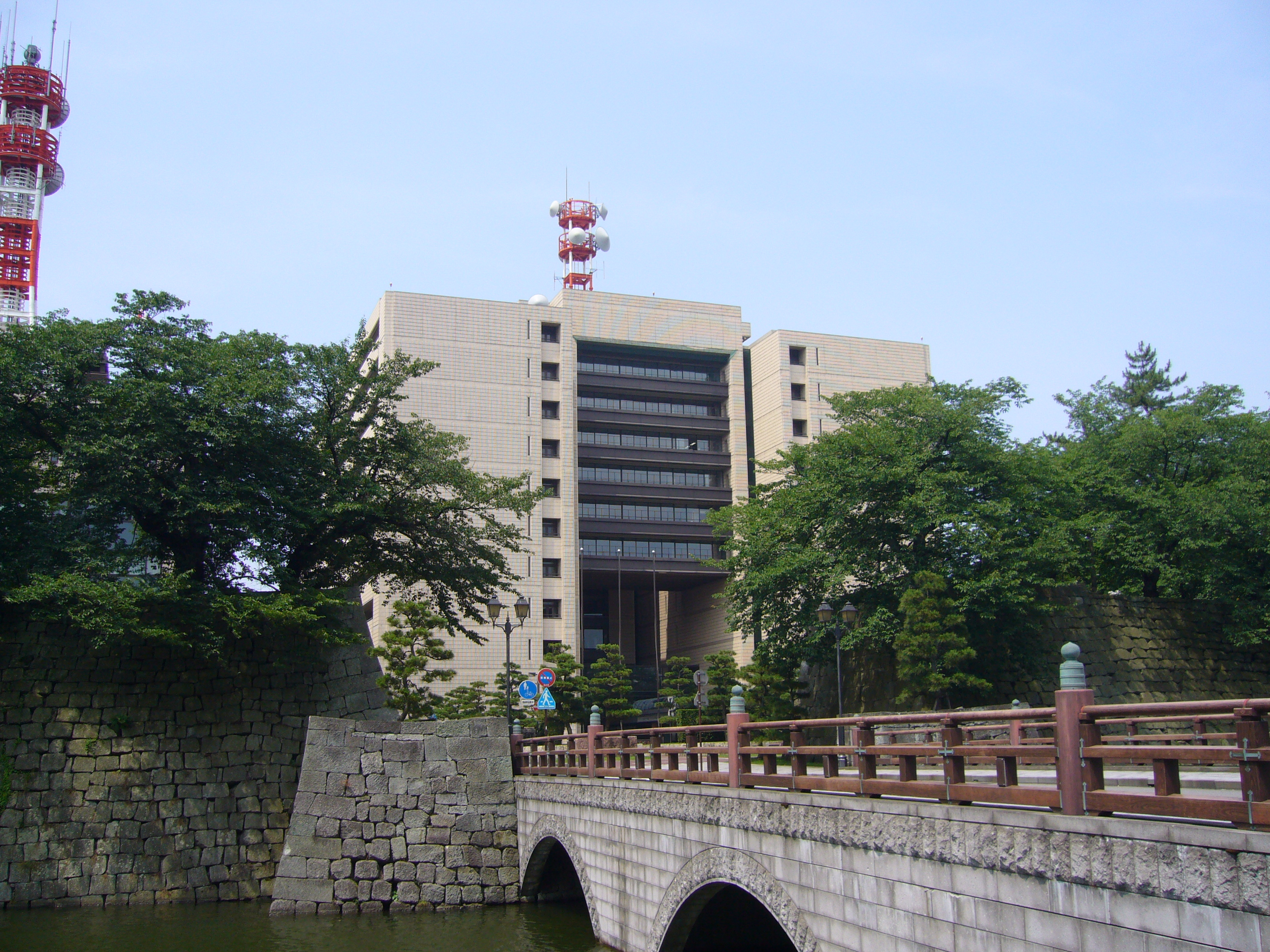
福井城址にある福井県庁舎

- 知事:杉本達治（すぎもと たつじ、2期目）

#### 財政
2007年（平成19年）度
- 財政力指数 0.40
  - IIグループ（財政力指数0.4以上、0.5未満）11自治体中10位

2006年（平成18年）度
- 財政力指数 0.37
  - IIIグループ（財政力指数0.3以上、0.4未満）11自治体中4位

2005年（平成17年）度
- 財政力指数 0.34
  - IIIグループ（財政力指数0.3以上、0.4未満）14自治体中11位

2004年（平成16年）度
- 財政力指数 0.33
  - IIIグループ（財政力指数0.3以上、0.4未満）13自治体中9位

### 国政
衆議院では県内に2つの小選挙区があり、比例北陸信越ブロックに属する。参議院では全県で1区を構成。

## 経済・産業・企業
工業地域としては北陸工業地域の南端を担っている。第二次産業と第三次産業を主としており、工業が大変盛んである。また、社長の数も数年連続で全国で1位となっている。

### 主な産業
- 繊維産業
  - 羽二重、化学繊維など
- 楽器
  - ハープ（日本で唯一生産[13]）
  - マリンバ
- 眼鏡産業
  - 鯖江市を中心にメガネフレームなど、全国生産の90％以上を生産
- 漆器産業
  - 越前漆器
  - 業務用漆器（国内シェア約8割）
  - 若狭塗り箸
- 刃物産業
  - 越前打ち刃物
- 紙産業
  - 鳥の子紙、越前和紙
- 原子力発電
  - 県内に、原子炉は15基設置されている（敦賀市：4基（内1基廃止措置中）、美浜町：3基、おおい町：4基、高浜町：4基）。

### 主な上場企業
（五十音順、カッコがないものは東証プライム上場）
- KYCOMホールディングス（東証スタンダード）
- Genky DrugStores
- セーレン
- 熊谷組（登記上の本店）
- 田中化学研究所（東証スタンダード）
- 日華化学
- PLANT
- 前田工繊
- 三谷商事（東証スタンダード）
- 三谷セキサン
- 福井銀行：福井県指定金融機関
- 福井コンピュータホールディングス
- フクビ化学工業（東証スタンダード、名証メイン）

福井県を創業地とし、県外に本社を置いている企業として、アトム、飛島建設、前田建設工業、山善などがある。
また、村田製作所やアイシン、森永乳業といった大企業のグループ会社も多数位置している。

## 生活・交通

### 警察・防犯
- 福井県警察
  - 原子力関連施設が多いため、福井県警察には全国的に数少ない原子力施設警備隊が設置されている。
  - 4箇所設置している運転免許試験場（施設名は「運転者教育センター」）が住所地管轄もしくは隣接管轄の警察署管内に所在し、自動車運転免許の更新手続は各試験場のみで行っている。警察署及び同分庁舎では住所本籍氏名変更（ICチップ記録内容の書換非対応）、全免種の自主取消といった手数料不要の一部手続のみ取扱。
- 福井県防犯隊連合会

福井県安全で安心なまちづくりの推進に関する条例（平成16年福井県条例第18号）による知事の指定を受けた「市町安全安心センター」として、全17市町の条例に基づき市町防犯隊を市役所及び町役場の危機管理部署に、支隊を一または複数の公立小学校区もしくは公設公民館区ごとに設置し、地元住民隊員による地域防犯活動を行う。防犯隊員には消防組織法に基づく消防団員や水防法に基づく水防団員と同様に非常勤の特別職公務員としての身分を与えられている点が一般的な防犯協会員と明確に異なり、都道府県レベルで組織化しているものとしては初の事例である。

### 消防
- 市町が設置するもの
  - 福井市消防局（福井市）
  - 大野市消防本部（大野市）
  - 勝山市消防本部（勝山市）
  - 永平寺町消防本部（永平寺町）
- 一部事務組合が設置するもの
  - 嶺北消防組合（坂井市、あわら市）
  - 鯖江・丹生消防組合（鯖江市、越前町）
  - 南越消防組合（越前市、南越前町、池田町）
  - 敦賀美方消防組合（敦賀市・美浜町全域、若狭町の一部）
  - 若狭消防組合（小浜市・高浜町・おおい町全域、若狭町の一部）

### ライフライン
電力
- 北陸電力送配電 (60Hz)：越前国地域
- 関西電力送配電 (60Hz)：若狭国地域

都市ガス
- 福井都市ガス (13A)：福井市の一部（福井市企業局の都市ガス事業を継承）
- 敦賀ガス (13A)：敦賀市の一部
- 越前エネライン (13A)：越前市の一部

### 交通

#### 空港
- 福井空港（定期便無し）

定期便が飛ぶ最寄りの空港は小松空港(石川県小松市)である。

#### 鉄道
池田町・越前町を除く15市町に鉄道駅が存在する。県内の鉄道路線は越美北線を除いて全線電化されている。北陸本線および小浜線を除く各路線は福井駅を通るか乗り入れる系統を基本とし、先の2路線は敦賀駅を発着する。北陸新幹線・北陸本線の特急列車並びに新快速を除く、県内を運行する普通列車の大半が1 -3両編成でのワンマン運転を実施している。普通列車の日中の運転本数は、JRは県下全域に亘り毎時1本以下、私鉄・第三セクター（ハピラインふくい線の福井駅以北を除く）は毎時2本程度。
西日本旅客鉄道（JR西日本）
- 北陸新幹線
- 北陸本線
- 小浜線
- 越美北線（九頭竜線）

ハピラインふくい
- ハピラインふくい線

えちぜん鉄道
- 勝山永平寺線
- 三国芦原線

福井鉄道
- 福武線（軌道事業区間を含む）

日本貨物鉄道（JR貨物）
- 自己保有路線として北陸本線貨物支線（通称:敦賀港線、2019年廃止）があったが、2024年現在は北陸本線、ハピラインふくい線のみを利用（第二種鉄道事業）。

未成線
- 琵琶湖若狭湾快速鉄道 - 小浜線と湖西線を結ぶ短絡線の建設計画。北陸新幹線が小浜・京都経由で建設されることとなったため、計画段階で中止となった。

#### 道路
高速自動車国道
- E8 北陸自動車道
- E27 舞鶴若狭自動車道（近畿自動車道敦賀線）

一般国道自動車専用道路
- E67 中部縦貫自動車道
  - 国道158号永平寺大野道路（一部に国道416号事業区間あり）
  - 国道158号大野油坂道路（一部未供用）
  - 国道158号油坂峠道路

一般有料道路
2022年10月以降、存在していない。
一般国道
- 国道8号
- 国道27号
- 国道157号
- 国道158号
- 国道161号
- 国道162号
- 国道303号
- 国道305号
- 国道364号
- 国道365号
- 国道367号（県内全区間で国道303号と重複）
- 国道416号
- 国道417号
- 国道418号（県内全区間で国道157号と重複）
- 国道476号

県道
- 福井県の県道一覧

主な広域農道
- 坂井北部広域農道（坂井丘陵フルーツライン）
- 福井東部広域農道
- テラルふれあいロード
- 丹南広域農道
- 若狭広域農道（若狭梅街道）
- 若狭西部広域農道（若狭西街道）

#### 港湾
- 敦賀港（敦賀市：重要港湾、特定港、国際港）
  - 新日本海フェリー
- 福井港（坂井市・福井市：特定地域振興重要港湾、特定港、国際港）
- 内浦港（高浜町：地方港湾、国際港）
- 鷹巣港（福井市：地方港湾、避難港）
- 和田港（高浜町・おおい町：地方港湾）

### 医療・福祉
災害拠点病院
- 福井県災害拠点病院

保育所
- 福井県保育所一覧

### 教育
| 大学 国立 - 福井大学 公立 - 福井県立大学 - 敦賀市立看護大学 私立 - 福井工業大学 - 仁愛大学 - 福井医療大学 | 通信制大学 私立 - 放送大学 福井学習センター 短期大学 私立 - 仁愛女子短期大学 高等専門学校 国立 - 福井工業高等専門学校 専修学校 - 福井県専修学校一覧 特別支援学校 - 福井県特別支援学校一覧 | 高等学校 - 福井県高等学校一覧 中学校 - 福井県中学校一覧 小学校 - 福井県小学校一覧 幼稚園 - 福井県幼稚園一覧 |

### マスメディア

#### 新聞
日刊新聞
- 福井新聞（県内でのシェア80%強の地方紙（県紙））
- 日刊県民福井（発行元は中日新聞社福井支社。一部の地域では名古屋で発行されている中日新聞も販売されており、地域版も嶺北・嶺南の地域別で発行）
- 読売新聞、朝日新聞、毎日新聞、日本経済新聞、産経新聞も当県に総支局を置いている。なお、全国紙はすべて大阪本社発行の紙面となる。
- なお日本全国の小学生を対象とした2015年の文部科学省のアンケートで、福井県は新聞購読率が全国第1位であった[14]。

#### テレビ局
- NHK福井放送局
- 福井放送（FBCテレビ、NNN/NNS（主体）・ANN系列（クロスネット局））
- 福井テレビジョン放送（FNN/FNS系列）
- 1990年代に3局目の民放テレビ局として福井文化テレビジョンが開局予定であったが、断念した。
- 福井県にJNNおよびTXN系列局は存在しない。上述にある通り、FBCはNNN/NNS・ANNクロスネットではあるが、NNN/NNS単独局とほぼ変わらない番組編成であるため、ANN系列局も存在しないに等しい。
  - ケーブルテレビにより北陸放送（MROテレビ）や北陸朝日放送（HAB）、毎日放送（MBSテレビ）や朝日放送テレビ（ABCテレビ）などが再放送されている地域もある。
  - 福井県のJNN系列局による報道取材は南越前町を除く嶺北はMRO[注釈 2]、嶺南と南越前町はMBSが担当している。（FBCがANNの報道取材に対応できない場合のANNの報道取材は南越前町を除く嶺北はHAB、嶺南と南越前町がABCが担当している。）
- 福井県内の民放は2つしかないため、チャンネルを変える際は「裏」だけで通じる世帯も多くある。

#### ラジオ局
- 福井放送（FBCラジオ、JRN・NRN系列）
- NHK福井放送局
- 福井エフエム放送（FM福井、JFN系列）
- 福井街角放送（コミュニティ放送）
- たんなん夢レディオ（たんなんFM、コミュニティ放送）
- 敦賀FM放送（HARBOR STATION、コミュニティ放送）

#### ケーブルテレビ
- ケーブルテレビでの民放のデジタル放送の区域外再放送は原則として禁止されているが、2008年（平成20年）7月、嶺北地方のほぼ全域のケーブルテレビ局で石川県の北陸放送（JNN系列）、北陸朝日放送（ANN系列）の再送信が認められた。
- 嶺南地方では2008年（平成20年）12月、嶺南ケーブルネットワークで、大阪府の毎日放送（JNN系列）、朝日放送（ANN系列）の再放送が認められた。

#### その他
- 月刊URALA（ウララコミュニケーションズ、タウン情報誌）
- fukuist（首都圏から発信する福井のフリーペーパー、隔月刊）

## 文化・スポーツ

### 方言
同じ県内でも嶺北地方と嶺南地方では方言が異なり、嶺北地方の方言は北陸方言に、嶺南地方の方言は近畿方言に分類されることが多い。嶺北と嶺南の方言の際立った違いとしてはアクセントが挙げられるが、嶺北・嶺南それぞれの内部においても細かな差異がある。
- 嶺北地方
  - 福井弁
- 嶺南地方
  - 嶺南方言（若狭弁など）

### 食文化
郷土料理

### 伝統工芸
経済産業大臣指定伝統的工芸品
- 越前焼（陶磁器、1986年）
- 越前漆器（漆器、1975年）
- 若狭塗（漆器、1978年）
- 大阪唐木指物（木工品、1977年）
- 越前打刃物（金工品、1979年）
- 越前和紙（和紙、1976年）
- 若狭めのう細工（石工品・貴石細工、1976年）

福井県指定郷土工芸品
- 越前竹人形
- 武生桐箪笥
- 三国箪笥
- 若狭パール
- 越前傘

### スポーツ
- 福井ユナイテッドFC（サッカー：北信越フットボールリーグ）
- 福井ブローウィンズ（バスケットボール：B2リーグ）
- 福井永平寺ブルーサンダー（ハンドボール：日本ハンドボールリーグ男子）

## 観光

### 有形文化財建造物
国宝
- 明通寺 - 本堂、三重塔

重要伝統的建造物群保存地区
- 熊川宿（若狭町）
- 小浜西組（小浜市）

### 県立文化施設
- 福井県立歴史博物館
- 福井県立恐竜博物館
- 福井県年縞博物館
- 福井県立一乗谷朝倉氏遺跡博物館（あさみゅー）
- 福井県立若狭歴史博物館
- 福井県立こども歴史文化館
- 福井県立美術館
- 福井県陶芸館・越前古窯博物館
- 福井県立図書館・福井県ふるさと文学館
- 福井県立音楽堂（ハーモニーホールふくい）
- 福井県児童科学館（エンゼルランドふくい）
- 福井県教育博物館
- 福井県立武道館

### 主な観光地
名所旧跡
- 一乗谷朝倉氏遺跡（国の特別名勝・国の特別史跡）
- 金ヶ崎城（国の史跡）
- 丸岡城（国の史跡・重要文化財）
- 越前大野城
- 福井城・養浩館庭園（国の名勝庭園）
- 熊川宿（重要伝統的建造物群保存地区）
- 小浜西組（重要伝統的建造物群保存地区）
- 永平寺（曹洞宗大本山）
- 氣比神宮（越前国一宮、官幣大社）
- 劔神社（越前国二宮、国幣小社）
- 平泉寺白山神社（国の史跡）
- 明通寺（国宝）
- 瀧谷寺（国の名勝庭園）
- 吉崎御坊（国の史跡）
- 若狭彦神社（若狭国一宮、別表神社、国幣中社）
- 王山古墳群（国の史跡）
- 千古の家(国の史跡)

自然景勝地
- 気比松原（国の名勝）
- 蘇洞門（国の名勝）
- 東尋坊（国の名勝、国の天然記念物）
- 三方五湖（国の名勝、ラムサール条約指定湿地）
- 水島
- 九頭竜峡谷

温泉
- 芦原温泉
- 東尋坊三国温泉

スキー場
- IZUMIクロスカントリー
- 今庄365
- 九頭竜
- 新保ファミリー

- スキージャム勝山
- 福井和泉
- 六呂師高原スキーパーク

都市公園
- 西山公園 (鯖江市)（日本海側最大のつつじの名所）

## 対外関係
- アメリカ合衆国 ニュージャージー州
  - 1990年（平成2年）10月12日、姉妹関係樹立
- 中国 浙江省
  - 1993年（平成5年）10月6日、友好提携協定書締結
- ドイツ ニーダーザクセン州ヴィンゼン市と同市が属するハールブルク郡
  - 1999年（平成11年）10月29日、友好協定締結
- ブータン
  - 2014年（平成26年）3月、相互協力に関する覚書締結
- ロシア沿海地方とも友好交流を構築している。

## 福井県出身の人物

### 縁のある歴史上の人物
- 吉田茂
- 継体天皇
- 紫式部
- 藤原為時
- 朝倉氏景
- 朝倉孝景
- 佐々木小次郎
- 織田信長
- 山本龍二（海援隊）
- 渡辺剛八（海援隊）
- 三上太郎（海援隊）
- 小谷耕蔵（海援隊）
- 腰越次郎（海援隊）
- 佐々木栄（海援隊）
- 天崇院（勝姫）
- 梅田雲浜
- 岡田啓介
- 大谷吉継
- 哥川
- 佐久間勉
- 酒井忠勝
- 酒井忠次
- 柴田勝家
- 柴田勝豊
- 杉田玄白
- 前野良沢
- 武田耕雲斎
- 近松門左衛門
- 豊臣秀吉
- 橋本左内
- 平泉澄
- 国姫 (松平光通正室)
- 松平春嶽
- 勇姫
- 山内一豊
- 橘曙覧
- 松尾芭蕉
- 水上勉
- 結城秀康（初代福井藩主）
- 由利公正
- 新田義貞（戦死）
- 土井利忠（大野藩主）
- 道元（曹洞宗開祖）
- 蓮如（吉崎道場）
- 島津忠綱（越前国守護代）
- 斯波氏（越前守護大名）
- 武田氏（若狭守護大名）
- 越前島津氏
- 浅姫
- セルゲイ・プロコフィエフ（ロシアの作曲家）

### 福井県栄誉賞受賞者
- 1981年 五木ひろし（美浜町出身）
- 2000年 毛利衛（福井県児童科学館名誉館長）
- 2004年 高田稔浩（朝日町（現・越前町）出身） - 2004年アテネパラリンピック金メダリスト
- 2015年 敦賀気比高等学校野球部（敦賀市所在） - 第87回選抜高等学校野球大会優勝
- 2019年 福井県ボート協会（現・福井県ローイング協会） - 国民体育大会（現・国民スポーツ大会）で種目5連覇
- 2021年 見延和靖（越前市出身）、吉田正尚・栗原陵矢（福井市出身） - 2020年東京オリンピック金メダリスト
- 2023年 中村悠平（大野市出身）、吉田正尚<2度目> - 2023 ワールド・ベースボール・クラシック優勝
- 2024年 杉野正尭（福井県立鯖江高等学校卒） - 2024年パリオリンピック金メダリスト